# 해피선데이
《해피선데이》는 KBS 2TV에서 방송되었던 예능 프로그램이다.

## 역사
기존의 예능 프로그램 《일요일은 101%》가 폐지된 이후, 2004년 11월 7일 KBS는 새로운 일요일 예능 블록 프로그램인 《해피선데이》를 첫 방송하였다. 해당 프로그램은 전작의 일부 코너였던 《MC 대격돌》, 《여걸파이브》를 그대로 유지하면서, 새로운 편성 구성으로 개편되어 시청자들에게 선보였다.
2006년 독일 월드컵의 열풍에 힘입어 《날아라 슛돌이》가 많은 관심을 받으며 한동안 높은 인기를 누렸다. 같은 해 새롭게 선보인 〈쾌남시대〉, 〈최홍만과 강한 친구들〉, 〈전원 출석 학교에 가자〉 등의 프로그램은 기대에 못 미치는 시청률을 기록하며 조기 종영되었다.
2007년에는 《여걸 6》의 후속 프로그램으로 직업 체험을 주제로 한 〈하이파이브〉와 가수들이 명곡을 배우는 〈불후의 명곡〉이 방영되었다. 또한 강호동의 KBS 복귀로 화제를 모았던 〈준비됐어요〉가 방송되었으며, 이후 복불복 시스템을 도입한 〈1박 2일〉과 〈불후의 명곡〉이 시청자들의 큰 호응을 얻으며 인기를 끌었다.
2008년 〈하이파이브〉는 소재 고갈과 포맷의 반복성으로 인해 5월 18일 종영되었고, 이후 후속으로 편성된 〈이 맛에 산다!〉, 〈꼬꼬관광 싱글 싱글〉, 〈2008 스쿨림픽〉 등은 시청률 부진으로 조기 종료되었다. 이에 따라 《해피선데이》는 기존의 3부 체제에서 2부 체제로 축소 개편되었다.
2009년 3월 29일 이경규, 김국진, 이윤석을 영입하여 리얼 버라이어티 프로그램인 〈남자의 자격 - 죽기 전에 해야 할 101가지〉가 방송되었다.
2010년에는 HD 카메라의 도입으로 프로그램의 제작 및 방송이 고화질(HD)로 전환되었다. 2011년에는 강호동이 탈세 의혹으로 인해 《1박 2일》에서 하차하고, 이후 연예계 활동을 잠정 중단하였다.
2012년에는 《1박 2일》 시즌 2가 시작되었으며, 은지원과 이승기가 하차하고 김승우, 차태현, 성시경, 주원이 새롭게 합류하였다. 2013년에는 《남자의 자격》이 시청률 저조와 소재 고갈을 이유로 종영되었고, 그 후속으로 《맘마미아》가 편성되었다. 또한 같은 해에는 《슈퍼맨이 돌아왔다》가 새롭게 론칭되었으며, 12월에는 《1박 2일》 시즌 3가 시작되어 김주혁, 김준호, 데프콘, 정준영이 출연진으로 합류하였다.
2014년 5월에는 《해피선데이》가 방송 시간을 오후 4시 10분으로 앞당기고 전체 러닝타임을 확대함에 따라 이를 둘러싼 우려와 비판이 제기되었다. 지상파 3사인 SBS, KBS2, MBC가 모두 동시간대에 대형 예능 프로그램을 집중 편성하면서, 과도한 시청률 경쟁으로 인한 콘텐츠 과잉 현상이 발생하고 있다는 지적이 잇따랐다. 같은 해 8월 24일부터 오후 4시 50분에 시작하여 총 185분간 방송되는 회차도 있었으며, 이는 저녁 7시 55분까지 이어지는 장시간 편성이었다. 이러한 장편 구성은 당시 지상파 예능 프로그램 간의 경쟁 심화와 시청률 확보를 위한 전략의 일환으로 해석되었다.
2015년에는 이동국과 그의 오남매 자녀가 《슈퍼맨이 돌아왔다》에 출연하며 프로그램 출연자 수가 다시 5명으로 늘어났다.
2019년 3월 《1박 2일》 시즌 3는 출연자 정준영이 불법 촬영 및 유포 혐의로 사회적 물의를 일으키며 방송이 무기한 중단되었고, 이후 프로그램은 잠정적으로 폐지되었다. 더불어 차태현과 김준호가 내기 골프 논란에 연루되며, 해당 프로그램의 정상적인 제작이 어려워졌다. 이에 따라 KBS는 《해피선데이》의 블록 편성 체제를 종료하고, 《슈퍼맨이 돌아왔다》를 독립 프로그램으로 편성하여 단독으로 방송하였다.
이후 KBS는 《1박 2일》 시즌 4를 새롭게 기획 및 제작하여, 2019년 12월부터 방송을 재개하였으며, 이는 《해피선데이》와는 별개의 개별 프로그램 형식으로 운영되었다.

## 역대 코너
| 코너명                   | 방송 기간                                                            | 방송 기간                                                            |
| ------------------------ | -------------------------------------------------------------------- | -------------------------------------------------------------------- |
| 여걸 5                   | 2004년 4월 4일 ~ 2005년 5월 1일                                      | 2004년 4월 4일 ~ 2005년 5월 1일                                      |
| 5방 불패! 틀리지마!      | 2004년 11월 7일 ~ 2004년 12월 5일                                    | 2004년 11월 7일 ~ 2004년 12월 5일                                    |
| 노家네 로망스            | 2004년 11월 7일 ~ 2005년 1월 23일                                    | 2004년 11월 7일 ~ 2005년 1월 23일                                    |
| MC 최강전 일단 뛰어!     | 2004년 12월 12일 ~ 2005년 3월 6일                                    | 2004년 12월 12일 ~ 2005년 3월 6일                                    |
| 도전! 빙고왕             | 2005년 2월 6일 ~ 2005년 5월 1일                                      | 2005년 2월 6일 ~ 2005년 5월 1일                                      |
| 찰나 스포츠              | 2005년 3월 13일 ~ 2005년 5월 1일                                     | 2005년 3월 13일 ~ 2005년 5월 1일                                     |
| 여걸 6                   | 2005년 5월 8일 ~ 2007년 4월 29일                                     | 2005년 5월 8일 ~ 2007년 4월 29일                                     |
| 자유선언                 | 2005년 5월 8일 ~ 2005년 11월 27일                                    | 2005년 5월 8일 ~ 2005년 11월 27일                                    |
| 지금 만나러 갑니다       | 2005년 5월 8일 ~ 2006년 1월 22일                                     | 2005년 5월 8일 ~ 2006년 1월 22일                                     |
| 날아라 슛돌이 1          | 2005년 10월 23일 ~ 2006년 7월 30일                                   | 2005년 10월 23일 ~ 2006년 7월 30일                                   |
| 빅스타 디비디비딥        | 2006년 1월 8일 ~ 2006년 1월 15일                                     | 2006년 1월 8일 ~ 2006년 1월 15일                                     |
| 최민수 김제동의 품행제로 | 2006년 2월 5일 ~ 2006년 7월 23일                                     | 2006년 2월 5일 ~ 2006년 7월 23일                                     |
| 슛돌이 드림팀            | 2006년 8월 6일 ~ 2006년 8월 27일                                     | 2006년 8월 6일 ~ 2006년 8월 27일                                     |
| 날아라 슛돌이 2          | 2006년 9월 10일 ~ 2006년 11월 12일                                   | 2006년 9월 10일 ~ 2006년 11월 12일                                   |
| 최홍만과 강한 친구들     | 2006년 8월 13일 ~ 2006년 10월 29일                                   | 2006년 8월 13일 ~ 2006년 10월 29일                                   |
| 긴급소집 1% 위원회       | 2006년 11월 12일 ~ 2006년 11월 26일                                  | 2006년 11월 12일 ~ 2006년 11월 26일                                  |
| 쾌남시대                 | 2006년 12월 3일 ~ 2007년 4월 29일                                    | 2006년 12월 3일 ~ 2007년 4월 29일                                    |
| 전원출석! 학교에 가자    | 2007년 4월 8일                                                       | 2007년 4월 8일                                                       |
| 불후의 명곡              | 2007년 4월 22일 ~ 2008년 9월 14일 2008년 11월 30일 ~ 2009년 3월 22일 | 2007년 4월 22일 ~ 2008년 9월 14일 2008년 11월 30일 ~ 2009년 3월 22일 |
| 준비됐어요               | 2007년 5월 6일 ~ 2007년 7월 29일                                     | 2007년 5월 6일 ~ 2007년 7월 29일                                     |
| 하이파이브               | 2007년 5월 6일 ~ 2008년 5월 18일                                     | 2007년 5월 6일 ~ 2008년 5월 18일                                     |
| 이 맛에 산다             | 2008년 6월 1일 ~ 2008년 8월 31일                                     | 2008년 6월 1일 ~ 2008년 8월 31일                                     |
| 2008 스쿨림픽            | 2008년 9월 14일 ~ 2008년 10월 26일                                   | 2008년 9월 14일 ~ 2008년 10월 26일                                   |
| 꼬꼬관광 싱글 싱글       | 2008년 9월 21일 ~ 2008년 11월 23일                                   | 2008년 9월 21일 ~ 2008년 11월 23일                                   |
| 남자의 자격              | 2009년 3월 29일 ~ 2013년 4월 7일                                     | 2009년 3월 29일 ~ 2013년 4월 7일                                     |
| 맘마미아                 | 2013년 4월 14일 ~ 2013년 10월 27일 (종영 후 독립 편성)               | 2013년 4월 14일 ~ 2013년 10월 27일 (종영 후 독립 편성)               |
| 1박 2일                  |                                                                      |                                                                      |
| 시즌 1                   | 2007년 8월 5일 ~ 2012년 2월 26일                                     |                                                                      |
| 시즌 2                   | 2012년 3월 6일 ~ 2013년 11월 24일                                    |                                                                      |
| 시즌 3                   | 2013년 12월 1일 ~ 2019년 3월 10일 (종영 후 독립 편성)                |                                                                      |
| 슈퍼맨이 돌아왔다        | 2013년 11월 3일 ~ 2019년 4월 21일 (종영 후 독립 편성)                | 2013년 11월 3일 ~ 2019년 4월 21일 (종영 후 독립 편성)                |

## 연도별 시청률

### 2004년 시청률
| 회차 | 방송 일자        | 전국 시청률(증감치) |
| ---- | ---------------- | ------------------- |
| 1    | 2004년 11월 7일  | 9.2%                |
| 2    | 2004년 11월 14일 | 10.8%(+1.6)         |
| 3    | 2004년 11월 21일 | 10.9%(+0.1)         |
| 4    | 2004년 11월 28일 | 11.1%(+0.2)         |
| 5    | 2004년 12월 5일  | 12.5%(+1.4)         |
| 6    | 2004년 12월 12일 | 10.8%(-1.7)         |
| 7    | 2004년 12월 19일 | 13.0%(+2.2)         |
| 8    | 2004년 12월 26일 | 11.5%(-1.5)         |

| 회차 | 방송 일자        | 전국 시청률(증감치) |
| ---- | ---------------- | ------------------- |
| 1    | 2004년 11월 7일  | 7.7%                |
| 2    | 2004년 11월 14일 | 9.0%(+1.3)          |
| 3    | 2004년 11월 21일 | 8.2%(-0.8)          |
| 4    | 2004년 11월 28일 | 8.4%(+0.2)          |
| 5    | 2004년 12월 5일  | 9.0%(+0.6)          |
| 6    | 2004년 12월 12일 | 8.8%(-0.2)          |
| 7    | 2004년 12월 19일 | 8.3%(-0.5)          |
| 8    | 2004년 12월 26일 | 9.6%(+1.3)          |

- TNMS 와 AGB닐슨 미디어 리서치에서 공개한 표를 바탕으로 작성한 시청률이다. 빨간색 글씨는 최고 시청률, 파란색 글씨는 최저 시청률을 나타낸다.

### 2005년 시청률
| 회차 | 방송 일자        | 전국 시청률(증감치) |
| ---- | ---------------- | ------------------- |
| 9    | 2005년 1월 2일   | 11.4%(-0.1)         |
| 10   | 2005년 1월 9일   | 12.1%(+0.7)         |
| 11   | 2005년 1월 16일  | 11.9%(-0.2)         |
| 12   | 2005년 1월 23일  | 11.3%(-0.6)         |
| 13   | 2005년 1월 30일  | 12.5%(+1.2)         |
| 14   | 2005년 2월 6일   | 11.4%(-1.1)         |
| 15   | 2005년 2월 13일  | 10.0%(-1.4)         |
| 16   | 2005년 2월 20일  | 9.7%(-0.3)          |
| 17   | 2005년 2월 27일  | 11.7%(+2.0)         |
| 18   | 2005년 3월 6일   | 9.9%(-1.8)          |
| 19   | 2005년 3월 13일  | 9.5%(-0.4)          |
| 20   | 2005년 3월 20일  | 11.1%(+1.6)         |
| 21   | 2005년 3월 27일  | 10.7%(-0.4)         |
| 22   | 2005년 4월 3일   | 10.0%(-0.7)         |
| 23   | 2005년 4월 10일  | 10.5%(+0.5)         |
| 24   | 2005년 4월 17일  | 8.9%(-1.6)          |
| 25   | 2005년 4월 24일  | 10.4%(+1.5)         |
| 26   | 2005년 5월 1일   | 8.0%(-2.4)          |
| 27   | 2005년 5월 8일   | 9.2%(+1.2)          |
| 28   | 2005년 5월 15일  | 10.2%(+1.0)         |
| 29   | 2005년 5월 22일  | 10.8%(+0.6)         |
| 30   | 2005년 5월 29일  | 9.8%(-1.0)          |
| 31   | 2005년 6월 5일   | 10.0%(+0.2)         |
| 32   | 2005년 6월 12일  | 10.7%(+0.7)         |
| 33   | 2005년 6월 19일  | 10.2%(-0.5)         |
| 34   | 2005년 6월 26일  | 11.9%(+1.7)         |
| 35   | 2005년 7월 3일   | 12.5%(+0.6)         |
| 36   | 2005년 7월 10일  | 10.9%(-1.6)         |
| 37   | 2005년 7월 17일  | 10.3%(-0.6)         |
| 38   | 2005년 7월 24일  | 11.1%(+0.8)         |
| 39   | 2005년 7월 31일  | 10.1%(-1.0)         |
| 40   | 2005년 8월 7일   | 12.5%(+2.4)         |
| 41   | 2005년 8월 14일  | 12.5%(0)            |
| 42   | 2005년 8월 21일  | 11.3%(-1.2)         |
| 43   | 2005년 8월 28일  | 10.5%(-0.8)         |
| 44   | 2005년 9월 4일   | 10.4%(-0.1)         |
| 45   | 2005년 9월 11일  | 11.1%(+0.7)         |
| 46   | 2005년 9월 18일  | 9.6%(-1.5)          |
| 47   | 2005년 9월 25일  | 11.5%(+1.9)         |
| 48   | 2005년 10월 2일  | 9.5%(-2.0)          |
| 49   | 2005년 10월 9일  | 10.8%(+1.3)         |
| 50   | 2005년 10월 16일 | 11.7%(+0.9)         |
| 51   | 2005년 10월 23일 | 11.1%(-0.6)         |
| 52   | 2005년 10월 30일 | 9.7%(-1.4)          |
| 53   | 2005년 11월 6일  | 9.9%(+0.2)          |
| 54   | 2005년 11월 13일 | 9.4%(-0.5)          |
| 55   | 2005년 11월 20일 | 10.2%(+0.8)         |
| 56   | 2005년 11월 27일 | 12.2%(+2.0)         |
| 57   | 2005년 12월 4일  | 13.6%(+1.4)         |
| 58   | 2005년 12월 11일 | 14.0%(+0.4)         |
| 59   | 2005년 12월 18일 | 14.7%(+0.7)         |
| 60   | 2005년 12월 25일 | 14.5%(-0.2)         |

| 회차 | 방송 일자        | 전국 시청률(증감치) |
| ---- | ---------------- | ------------------- |
| 9    | 2005년 1월 2일   | 9.7%(+0.1)          |
| 10   | 2005년 1월 9일   | 8.9%(-0.8)          |
| 11   | 2005년 1월 16일  | 9.6%(+0.7)          |
| 12   | 2005년 1월 23일  | 9.6%(0)             |
| 13   | 2005년 1월 30일  | 9.5%(-0.1)          |
| 14   | 2005년 2월 6일   | 11.2%(+1.7)         |
| 15   | 2005년 2월 13일  | 11.2%(0)            |
| 16   | 2005년 2월 20일  | 11.5%(+0.3)         |
| 17   | 2005년 2월 27일  | 11.1%(-0.4)         |
| 18   | 2005년 3월 6일   | 11.7%(+0.6)         |
| 19   | 2005년 3월 13일  | 10.4%(-1.3)         |
| 20   | 2005년 3월 20일  | 11.1%(+0.7)         |
| 21   | 2005년 3월 27일  | 10.9%(-0.2)         |
| 22   | 2005년 4월 3일   | 10.2%(-0.7)         |
| 23   | 2005년 4월 10일  | 8.0%(-2.2)          |
| 24   | 2005년 4월 17일  | 9.8%(+1.8)          |
| 25   | 2005년 4월 24일  | 9.8%(0)             |
| 26   | 2005년 5월 1일   | 10.3%(+0.5)         |
| 27   | 2005년 5월 8일   | 9.1%(-1.2)          |
| 28   | 2005년 5월 15일  | 9.7%(+0.6)          |
| 29   | 2005년 5월 22일  | 10.3%(+0.6)         |
| 30   | 2005년 5월 29일  | 9.8%(-0.5)          |
| 31   | 2005년 6월 5일   | 9.8%(0)             |
| 32   | 2005년 6월 12일  | 10.4%(+0.6)         |
| 33   | 2005년 6월 19일  | 10.3%(-0.1)         |
| 34   | 2005년 6월 26일  | 11.2%(+0.9)         |
| 35   | 2005년 7월 3일   | 11.5%(+0.3)         |
| 36   | 2005년 7월 10일  | 10.3%(-1.2)         |
| 37   | 2005년 7월 17일  | 10.2%(-0.1)         |
| 38   | 2005년 7월 24일  | 10.8%(+0.6)         |
| 39   | 2005년 7월 31일  | 10.2%(-0.6)         |
| 40   | 2005년 8월 7일   | 11.9%(+1.7)         |
| 41   | 2005년 8월 14일  | 9.3%(-2.6)          |
| 42   | 2005년 8월 21일  | 10.4%(+1.1)         |
| 43   | 2005년 8월 28일  | 10.1%(-0.3)         |
| 44   | 2005년 9월 4일   | 10.1%(0)            |
| 45   | 2005년 9월 11일  | 10.9%(+0.8)         |
| 46   | 2005년 9월 18일  | 8.4%(-2.5)          |
| 47   | 2005년 9월 25일  | 10.2%(+1.8)         |
| 48   | 2005년 10월 2일  | 9.4%(-0.8)          |
| 49   | 2005년 10월 9일  | 9.6%(+0.2)          |
| 50   | 2005년 10월 16일 | 10.2%(+0.6)         |
| 51   | 2005년 10월 23일 | 8.9%(-1.3)          |
| 52   | 2005년 10월 30일 | 9.8%(+0.9)          |
| 53   | 2005년 11월 6일  | 10.0%(+0.2)         |
| 54   | 2005년 11월 13일 | 9.4%(-0.6)          |
| 55   | 2005년 11월 20일 | 9.4%(0)             |
| 56   | 2005년 11월 27일 | 11.8%(+2.4)         |
| 57   | 2005년 12월 4일  | 12.9%(+1.1)         |
| 58   | 2005년 12월 11일 | 12.3%(-0.6)         |
| 59   | 2005년 12월 18일 | 13.7%(+1.4)         |
| 60   | 2005년 12월 25일 | 13.3%(-0.4)         |

- TNmS와 AGB닐슨 미디어 리서치에서 공개한 표를 바탕으로 작성한 시청률이다. 빨간색 글씨는 최고 시청률, 파란색 글씨는 최저 시청률을 나타낸다.

### 2006년 시청률
| 회차 | 방송 일자        | 전국 시청률(증감치) |
| ---- | ---------------- | ------------------- |
| 61   | 2006년 1월 1일   | 13.5%(-1.0)         |
| 62   | 2006년 1월 8일   | 14.5%(+1.0)         |
| 63   | 2006년 1월 15일  | 14.8%(+0.3)         |
| 64   | 2006년 1월 22일  | 13.6%(-1.2)         |
| 65   | 2006년 1월 29일  | 11.7%(-1.9)         |
| 66   | 2006년 2월 5일   | 15.1%(+3.4)         |
| 67   | 2006년 2월 12일  | 14.0%(-1.1)         |
| 68   | 2006년 2월 19일  | 14.7%(+0.7)         |
| 69   | 2006년 2월 26일  | 14.1%(-0.6)         |
| 70   | 2006년 3월 12일  | 13.7%(-0.4)         |
| 71   | 2006년 3월 19일  | 15.7%(+2.0)         |
| 72   | 2006년 3월 26일  | 13.2%(-2.5)         |
| 73   | 2006년 4월 2일   | 12.4%(-0.8)         |
| 74   | 2006년 4월 9일   | 12.2%(-0.2)         |
| 75   | 2006년 4월 16일  | 13.6%(+1.4)         |
| 76   | 2006년 4월 23일  | 16.3%(+2.7)         |
| 77   | 2006년 4월 30일  | 13.4%(-2.9)         |
| 78   | 2006년 5월 7일   | 12.0%(-1.4)         |
| 79   | 2006년 5월 14일  | 11.9%(-0.1)         |
| 80   | 2006년 5월 21일  | 14.1%(+2.2)         |
| 81   | 2006년 5월 28일  | 13.8%(-0.3)         |
| 82   | 2006년 6월 4일   | 13.2%(-0.6)         |
| 83   | 2006년 6월 11일  | 16.3%(+3.1)         |
| 84   | 2006년 6월 18일  | 11.6%(-4.7)         |
| 85   | 2006년 6월 25일  | 9.9%(-1.7)          |
| 86   | 2006년 7월 2일   | 10.7%(+0.8)         |
| 87   | 2006년 7월 9일   | 13.4%(+2.7)         |
| 88   | 2006년 7월 16일  | 12.1%(-1.3)         |
| 89   | 2006년 7월 23일  | 12.6%(+0.5)         |
| 90   | 2006년 7월 30일  | 10.7%(-1.9)         |
| 91   | 2006년 8월 6일   | 12.2%(+1.5)         |
| 92   | 2006년 8월 13일  | 11.8%(-0.4)         |
| 93   | 2006년 8월 20일  | 14.1%(+2.3)         |
| 94   | 2006년 8월 27일  | 11.6%(-2.5)         |
| 95   | 2006년 9월 3일   | 5.7%(-5.9)          |
| 96   | 2006년 9월 10일  | 11.5%(+5.8)         |
| 97   | 2006년 9월 17일  | 10.6%(-0.9)         |
| 98   | 2006년 9월 24일  | 9.7%(-0.9)          |
| 99   | 2006년 10월 1일  | 11.3%(+1.6)         |
| 100  | 2006년 10월 8일  | 13.3%(+2.0)         |
| 101  | 2006년 10월 15일 | 12.2%(-1.1)         |
| 102  | 2006년 10월 22일 | 13.1%(+0.9)         |
| 103  | 2006년 10월 29일 | 12.4%(-0.7)         |
| 104  | 2006년 11월 5일  | 10.4%(-2.0)         |
| 105  | 2006년 11월 12일 | 9.8%(-0.6)          |
| 106  | 2006년 11월 19일 | 12.5%(+2.7)         |
| 107  | 2006년 11월 26일 | 15.3%(+2.8)         |
| 108  | 2006년 12월 3일  | 12.1%(-3.2)         |
| 109  | 2006년 12월 10일 | 11.5%(-0.6)         |
| 110  | 2006년 12월 17일 | 10.6%(-0.9)         |
| 111  | 2006년 12월 24일 | 9.1%(-1.5)          |
| 112  | 2006년 12월 31일 | 10.4%(+1.3)         |

| 회차 | 방송 일자        | 전국 시청률(증감치) |
| ---- | ---------------- | ------------------- |
| 61   | 2006년 1월 1일   | 13.2%(-0.1)         |
| 62   | 2006년 1월 8일   | 13.3%(+0.1)         |
| 63   | 2006년 1월 15일  | 13.4%(+0.1)         |
| 64   | 2006년 1월 22일  | 13.5%(+0.1)         |
| 65   | 2006년 1월 29일  | 7.9%(-5.6)          |
| 66   | 2006년 2월 5일   | 12.2%(+4.3)         |
| 67   | 2006년 2월 12일  | 11.3%(-0.9)         |
| 68   | 2006년 2월 19일  | 11.9%(+0.6)         |
| 69   | 2006년 2월 26일  | 11.4%(-0.5)         |
| 70   | 2006년 3월 12일  | 10.2%(-1.2)         |
| 71   | 2006년 3월 19일  | 11.8%(+1.6)         |
| 72   | 2006년 3월 26일  | 11.1%(-0.7)         |
| 73   | 2006년 4월 2일   | 10.4%(-0.7)         |
| 74   | 2006년 4월 9일   | 10.5%(+0.1)         |
| 75   | 2006년 4월 16일  | 11.3%(+0.8)         |
| 76   | 2006년 4월 23일  | 12.0%(+0.7)         |
| 77   | 2006년 4월 30일  | 11.2%(-0.8)         |
| 78   | 2006년 5월 7일   | 10.7%(-0.5)         |
| 79   | 2006년 5월 14일  | 11.0%(+0.3)         |
| 80   | 2006년 5월 21일  | 13.0%(+2.0)         |
| 81   | 2006년 5월 28일  | 12.4%(-0.6)         |
| 82   | 2006년 6월 4일   | 11.8%(-0.6)         |
| 83   | 2006년 6월 11일  | 14.5%(+2.7)         |
| 84   | 2006년 6월 18일  | 10.5%(-4.0)         |
| 85   | 2006년 6월 25일  | 9.7%(-0.8)          |
| 86   | 2006년 7월 2일   | 10.8%(+1.1)         |
| 87   | 2006년 7월 9일   | 13.6%(+2.8)         |
| 88   | 2006년 7월 16일  | 12.5%(-1.1)         |
| 89   | 2006년 7월 23일  | 10.8%(-1.7)         |
| 90   | 2006년 7월 30일  | 10.1%(-0.7)         |
| 91   | 2006년 8월 6일   | 10.5%(+0.4)         |
| 92   | 2006년 8월 13일  | 11.5%(+1.0)         |
| 93   | 2006년 8월 20일  | 13.2%(+1.7)         |
| 94   | 2006년 8월 27일  | 10.8%(-2.4)         |
| 95   | 2006년 9월 3일   | 5.4%(-5.4)          |
| 96   | 2006년 9월 10일  | 9.8%(+4.4)          |
| 97   | 2006년 9월 17일  | 11.3%(+1.5)         |
| 98   | 2006년 9월 24일  | 9.5%(-1.8)          |
| 99   | 2006년 10월 1일  | 10.9%(+1.4)         |
| 100  | 2006년 10월 8일  | 11.3%(+0.4)         |
| 101  | 2006년 10월 15일 | 10.3%(-1.0)         |
| 102  | 2006년 10월 22일 | 11.3%(+1.0)         |
| 103  | 2006년 10월 29일 | 12.1%(+0.8)         |
| 104  | 2006년 11월 5일  | 10.9%(-1.2)         |
| 105  | 2006년 11월 12일 | 9.8%(-1.1)          |
| 106  | 2006년 11월 19일 | 11.7%(+1.9)         |
| 107  | 2006년 11월 26일 | 14.5%(+2.8)         |
| 108  | 2006년 12월 3일  | 12.6%(-1.9)         |
| 109  | 2006년 12월 10일 | 10.7%(-1.9)         |
| 110  | 2006년 12월 17일 | 10.3%(-0.4)         |
| 111  | 2006년 12월 24일 | 10.3%(0)            |
| 112  | 2006년 12월 31일 | 9.6%(-0.7)          |

- TNmS와 AGB닐슨 미디어 리서치에서 공개한 표를 바탕으로 작성한 시청률이다. 빨간색 글씨는 최고 시청률, 파란색 글씨는 최저 시청률을 나타낸다.

### 2007년 시청률
| 회차 | 방송 일자        | 전국 시청률(증감치) |
| ---- | ---------------- | ------------------- |
| 113  | 2007년 1월 7일   | 12.1%(+1.7)         |
| 114  | 2007년 1월 14일  | 11.6%(-0.5)         |
| 115  | 2007년 1월 21일  | 10.7%(-0.9)         |
| 116  | 2007년 1월 28일  | 11.9%(+1.2)         |
| 117  | 2007년 2월 4일   | 11.5%(-0.4)         |
| 118  | 2007년 2월 11일  | 12.2%(+0.7)         |
| 119  | 2007년 2월 18일  | 8.5%(-3.7)          |
| 120  | 2007년 2월 25일  | 9.0%(+0.5)          |
| 121  | 2007년 3월 4일   | 10.5%(+1.5)         |
| 122  | 2007년 3월 11일  | 10.7%(+0.2)         |
| 123  | 2007년 3월 18일  | 10.6%(-0.1)         |
| 124  | 2007년 3월 25일  | 12.0%(+1.4)         |
| 125  | 2007년 4월 1일   | 12.5%(+0.5)         |
| 126  | 2007년 4월 8일   | 10.5%(-2.0)         |
| 127  | 2007년 4월 15일  | 10.0%(-0.5)         |
| 128  | 2007년 4월 22일  | 10.4%(+0.4)         |
| 129  | 2007년 4월 29일  | 11.3%(+0.9)         |
| 130  | 2007년 5월 6일   | 9.1%(-2.2)          |
| 131  | 2007년 5월 13일  | 9.0%(-0.1)          |
| 132  | 2007년 5월 20일  | 9.6%(+0.6)          |
| 133  | 2007년 5월 27일  | 10.3%(+0.7)         |
| 134  | 2007년 6월 3일   | 5.2%(-5.1)          |
| 135  | 2007년 6월 10일  | 7.9%(+2.7)          |
| 136  | 2007년 6월 17일  | 9.3%(+1.4)          |
| 137  | 2007년 6월 24일  | 9.9%(+0.6)          |
| 138  | 2007년 7월 1일   | 12.3%(+2.4)         |
| 139  | 2007년 7월 8일   | 14.4%(+2.1)         |
| 140  | 2007년 7월 15일  | 10.3%(-4.1)         |
| 141  | 2007년 7월 22일  | 5.3%(-5.0)          |
| 142  | 2007년 7월 29일  | 8.1%(+2.8)          |
| 143  | 2007년 8월 5일   | 11.4%(+3.3)         |
| 144  | 2007년 8월 12일  | 11.9%(+0.5)         |
| 145  | 2007년 8월 19일  | 12.2%(+0.3)         |
| 146  | 2007년 8월 26일  | 11.0%(-1.2)         |
| 147  | 2007년 9월 2일   | 11.4%(+0.4)         |
| 148  | 2007년 9월 9일   | 12.9%(+1.5)         |
| 149  | 2007년 9월 16일  | 14.3%(+1.4)         |
| 150  | 2007년 9월 23일  | 10.5%(-3.8)         |
| 151  | 2007년 9월 30일  | 13.3%(+2.8)         |
| 152  | 2007년 10월 7일  | 15.2%(+1.9)         |
| 153  | 2007년 10월 14일 | 12.6%(-2.6)         |
| 154  | 2007년 10월 21일 | 15.6%(+3.0)         |
| 155  | 2007년 10월 28일 | 13.9%(-1.7)         |
| 156  | 2007년 11월 4일  | 15.4%(+1.5)         |
| 157  | 2007년 11월 11일 | 14.3%(-1.1)         |
| 158  | 2007년 11월 18일 | 18.9%(+4.6)         |
| 159  | 2007년 11월 25일 | 16.1%(-2.8)         |
| 160  | 2007년 12월 2일  | 17.4%(+1.3)         |
| 161  | 2007년 12월 9일  | 17.7%(+0.3)         |
| 162  | 2007년 12월 16일 | 17.4%(-0.3)         |
| 163  | 2007년 12월 23일 | 18.4%(+1.0)         |
| 164  | 2007년 12월 30일 | 18.5%(+0.1)         |

| 회차 | 방송 일자        | 전국 시청률(증감치) |
| ---- | ---------------- | ------------------- |
| 113  | 2007년 1월 7일   | 11.8%(+2.2)         |
| 114  | 2007년 1월 14일  | 11.3%(-0.5)         |
| 115  | 2007년 1월 21일  | 11.8%(+0.5)         |
| 116  | 2007년 1월 28일  | 11.4%(-0.4)         |
| 117  | 2007년 2월 4일   | 11.2%(-0.2)         |
| 118  | 2007년 2월 11일  | 12.1%(+0.9)         |
| 119  | 2007년 2월 18일  | 7.4%(-4.7)          |
| 120  | 2007년 2월 25일  | 8.0%(+0.6)          |
| 121  | 2007년 3월 4일   | 11.0%(+3.0)         |
| 122  | 2007년 3월 11일  | 10.2%(-0.8)         |
| 123  | 2007년 3월 18일  | 10.2%(0)            |
| 124  | 2007년 3월 25일  | 11.6%(+1.4)         |
| 125  | 2007년 4월 1일   | 11.2%(-0.4)         |
| 126  | 2007년 4월 8일   | 9.8%(-1.4)          |
| 127  | 2007년 4월 15일  | 9.1%(-0.7)          |
| 128  | 2007년 4월 22일  | 9.6%(+0.5)          |
| 129  | 2007년 4월 29일  | 10.5%(+0.9)         |
| 130  | 2007년 5월 6일   | 8.4%(-2.1)          |
| 131  | 2007년 5월 13일  | 9.1%(+0.7)          |
| 132  | 2007년 5월 20일  | 9.4%(+0.3)          |
| 133  | 2007년 5월 27일  | 10.9%(+1.5)         |
| 134  | 2007년 6월 3일   | 5.4%(-5.5)          |
| 135  | 2007년 6월 10일  | 7.4%(+2.0)          |
| 136  | 2007년 6월 17일  | 8.2%(+0.8)          |
| 137  | 2007년 6월 24일  | 9.2%(+1.0)          |
| 138  | 2007년 7월 1일   | 12.3%(+3.1)         |
| 139  | 2007년 7월 8일   | 13.2%(+0.9)         |
| 140  | 2007년 7월 15일  | 10.4%(-2.8)         |
| 141  | 2007년 7월 22일  | 5.9%(-4.5)          |
| 142  | 2007년 7월 29일  | 8.5%(+2.6)          |
| 143  | 2007년 8월 5일   | 11.4%(+2.9)         |
| 144  | 2007년 8월 12일  | 11.4%(0)            |
| 145  | 2007년 8월 19일  | 12.4%(+1.0)         |
| 146  | 2007년 8월 26일  | 10.6%(-1.8)         |
| 147  | 2007년 9월 2일   | 11.1%(+0.5)         |
| 148  | 2007년 9월 9일   | 11.2%(+0.1)         |
| 149  | 2007년 9월 16일  | 13.4%(+2.2)         |
| 150  | 2007년 9월 23일  | 10.0%(-3.4)         |
| 151  | 2007년 9월 30일  | 12.4%(+2.4)         |
| 152  | 2007년 10월 7일  | 13.4%(+1.0)         |
| 153  | 2007년 10월 14일 | 10.7%(-2.7)         |
| 154  | 2007년 10월 21일 | 14.0%(+3.3)         |
| 155  | 2007년 10월 28일 | 12.5%(-1.5)         |
| 156  | 2007년 11월 4일  | 13.3%(+0.8)         |
| 157  | 2007년 11월 11일 | 12.7%(-0.6)         |
| 158  | 2007년 11월 18일 | 16.9%(+4.2)         |
| 159  | 2007년 11월 25일 | 15.4%(-1.5)         |
| 160  | 2007년 12월 2일  | 16.7%(+1.3)         |
| 161  | 2007년 12월 9일  | 16.4%(-0.3)         |
| 162  | 2007년 12월 16일 | 17.1%(+0.7)         |
| 163  | 2007년 12월 23일 | 16.7%(-0.4)         |
| 164  | 2007년 12월 30일 | 18.3%(+1.6)         |

- TNmS와 AGB닐슨 미디어 리서치에서 공개한 표를 바탕으로 작성한 시청률이다. 빨간색 글씨는 최고 시청률, 파란색 글씨는 최저 시청률을 나타낸다.

### 2008년 시청률
| 회차 | 방송 일자        | 전국 시청률(증감치) |
| ---- | ---------------- | ------------------- |
| 165  | 2008년 1월 6일   | 18.6%(+0.1)         |
| 166  | 2008년 1월 13일  | 19.0%(+0.4)         |
| 167  | 2008년 1월 20일  | 21.2%(+2.2)         |
| 168  | 2008년 1월 27일  | 19.2%(-2.0)         |
| 169  | 2008년 2월 3일   | 20.1%(+0.9)         |
| 170  | 2008년 2월 10일  | 19.5%(-0.6)         |
| 171  | 2008년 2월 17일  | 17.4%(-2.1)         |
| 172  | 2008년 2월 24일  | 18.5%(+1.1)         |
| 173  | 2008년 3월 2일   | 19.6%(+1.1)         |
| 174  | 2008년 3월 9일   | 17.0%(-2.6)         |
| 175  | 2008년 3월 16일  | 17.0%(0)            |
| 176  | 2008년 3월 23일  | 17.8%(+0.8)         |
| 177  | 2008년 3월 30일  | 18.3%(+0.5)         |
| 178  | 2008년 4월 6일   | 17.8%(-0.5)         |
| 179  | 2008년 4월 13일  | 17.2%(-0.6)         |
| 180  | 2008년 4월 20일  | 15.9%(-1.3)         |
| 181  | 2008년 4월 27일  | 17.4%(+1.5)         |
| 182  | 2008년 5월 4일   | 15.2%(-2.2)         |
| 183  | 2008년 5월 11일  | 15.1%(-0.1)         |
| 184  | 2008년 5월 18일  | 17.3%(+2.2)         |
| 185  | 2008년 5월 25일  | 18.3%(+1.0)         |
| 186  | 2008년 6월 1일   | 16.4%(-1.9)         |
| 187  | 2098년 6월 8일   | 19.0%(+2.6)         |
| 188  | 2008년 6월 15일  | 20.3%(+1.3)         |
| 189  | 2008년 6월 22일  | 18.2%(-2.1)         |
| 190  | 2008년 6월 29일  | 18.2%(0)            |
| 191  | 2008년 7월 6일   | 20.3%(+2.1)         |
| 192  | 2008년 7월 13일  | 17.3%(-3.0)         |
| 193  | 2008년 7월 20일  | 19.7%(+2.4)         |
| 194  | 2008년 7월 27일  | 17.2%(-2.5)         |
| 195  | 2008년 8월 3일   | 14.1%(-3.1)         |
| 196  | 2008년 8월 17일  | 17.6%(+3.5)         |
| 197  | 2008년 8월 24일  | 15.6%(-2.0)         |
| 198  | 2008년 8월 31일  | 15.8%(+0.2)         |
| 199  | 2008년 9월 7일   | 18.3%(+2.5)         |
| 200  | 2008년 9월 14일  | 8.5%(-9.8)          |
| 201  | 2008년 9월 21일  | 14.9%(+6.4)         |
| 202  | 2008년 9월 28일  | 13.4%(-1.5)         |
| 203  | 2008년 10월 5일  | 11.3%(-2.1)         |
| 204  | 2008년 10월 12일 | 11.2%(-0.1)         |
| 205  | 2008년 10월 19일 | 12.7%(+1.5)         |
| 206  | 2008년 10월 26일 | 12.4%(-0.3)         |
| 207  | 2008년 11월 2일  | 14.0%(+1.6)         |
| 208  | 2008년 11월 9일  | 14.7%(+0.7)         |
| 209  | 2008년 11월 16일 | 14.3%(-0.4)         |
| 210  | 2008년 11월 23일 | 15.6%(+1.3)         |
| 211  | 2008년 11월 30일 | 16.0%(+0.4)         |
| 212  | 2008년 12월 7일  | 17.0%(+1.0)         |
| 213  | 2008년 12월 14일 | 18.1%(+1.1)         |
| 214  | 2008년 12월 21일 | 17.5%(-0.6)         |
| 215  | 2008년 12월 28일 | 21.9%(+4.4)         |

| 회차 | 방송 일자        | 전국 시청률(증감치) |
| ---- | ---------------- | ------------------- |
| 165  | 2008년 1월 6일   | 17.1%(-1.2)         |
| 166  | 2008년 1월 13일  | 18.1%(+1.0)         |
| 167  | 2008년 1월 20일  | 19.2%(+1.1)         |
| 168  | 2008년 1월 27일  | 19.1%(-0.1)         |
| 169  | 2008년 2월 3일   | 18.5%(-0.6)         |
| 170  | 2008년 2월 10일  | 18.1%(-0.4)         |
| 171  | 2008년 2월 17일  | 16.8%(-1.3)         |
| 172  | 2008년 2월 24일  | 17.4%(+0.6)         |
| 173  | 2008년 3월 2일   | 17.8%(+0.4)         |
| 174  | 2008년 3월 9일   | 17.2%(-0.6)         |
| 175  | 2008년 3월 16일  | 16.7%(-0.5)         |
| 176  | 2008년 3월 23일  | 17.0%(+0.3)         |
| 177  | 2008년 3월 30일  | 17.3%(+0.3)         |
| 178  | 2008년 4월 6일   | 16.9%(-0.4)         |
| 179  | 2008년 4월 13일  | 16.7%(-0.2)         |
| 180  | 2008년 4월 20일  | 15.2%(-1.5)         |
| 181  | 2008년 4월 27일  | 16.1%(+0.9)         |
| 182  | 2008년 5월 4일   | 13.9%(-2.2)         |
| 183  | 2008년 5월 11일  | 16.3%(+2.4)         |
| 184  | 2008년 5월 18일  | 16.3%(0)            |
| 185  | 2008년 5월 25일  | 17.1%(+0.8)         |
| 186  | 2008년 6월 1일   | 15.0%(-2.1)         |
| 187  | 2008년 6월 8일   | 18.2%(+3.2)         |
| 188  | 2008년 6월 15일  | 19.7%(+1.5)         |
| 189  | 2008년 6월 22일  | 16.4%(-3.3)         |
| 190  | 2008년 6월 29일  | 17.4%(+1.0)         |
| 191  | 2008년 7월 6일   | 19.1%(+1.7)         |
| 192  | 2008년 7월 13일  | 16.0%(-3.1)         |
| 193  | 2008년 7월 20일  | 18.5%(+2.5)         |
| 194  | 2008년 7월 27일  | 16.0%(-2.5)         |
| 195  | 2008년 8월 3일   | 13.0%(-3.0)         |
| 196  | 2008년 8월 17일  | 17.6%(+4.6)         |
| 197  | 2008년 8월 24일  | 15.1%(-2.5)         |
| 198  | 2008년 8월 31일  | 14.8%(-0.3)         |
| 199  | 2008년 9월 7일   | 16.6%(+1.8)         |
| 200  | 2008년 9월 14일  | 8.7%(-7.9)          |
| 201  | 2008년 9월 21일  | 14.7%(+6.0)         |
| 202  | 2008년 9월 28일  | 11.7%(-3.0)         |
| 203  | 2008년 10월 5일  | 11.5%(-0.2)         |
| 204  | 2008년 10월 12일 | 10.7%(-0.8)         |
| 205  | 2008년 10월 19일 | 11.8%(+1.1)         |
| 206  | 2008년 10월 26일 | 12.4%(+0.6)         |
| 207  | 2008년 11월 2일  | 12.8%(+0.4)         |
| 208  | 2008년 11월 9일  | 13.0%(+0.2)         |
| 209  | 2008년 11월 16일 | 14.2%(+1.2)         |
| 210  | 2008년 11월 23일 | 13.5%(-0.7)         |
| 211  | 2008년 11월 30일 | 16.0%(+2.5)         |
| 212  | 2008년 12월 7일  | 16.3%(-0.3)         |
| 213  | 2008년 12월 14일 | 17.6%(+1.3)         |
| 214  | 2008년 12월 21일 | 16.4%(-1.2)         |
| 215  | 2008년 12월 28일 | 21.3%(+4.9)         |

- TNmS와 AGB닐슨 미디어 리서치에서 공개한 표를 바탕으로 작성한 시청률이다. 빨간색 글씨는 최고 시청률, 파란색 글씨는 최저 시청률을 나타낸다.

### 2009년 시청률
| 회차 | 방송 일자        | 전국 시청률(증감치) |
| ---- | ---------------- | ------------------- |
| 216  | 2009년 1월 4일   | 20.7%(-1.2)         |
| 217  | 2009년 1월 11일  | 20.2%(-0.5)         |
| 218  | 2009년 1월 18일  | 19.6%(-0.6)         |
| 219  | 2009년 1월 25일  | 14.1%(-5.5)         |
| 220  | 2009년 2월 1일   | 20.5%(+6.4)         |
| 221  | 2009년 2월 8일   | 18.6%(-1.9)         |
| 222  | 2009년 2월 15일  | 18.8%(+0.2)         |
| 223  | 2009년 2월 22일  | 20.8%(+2.0)         |
| 224  | 2009년 3월 1일   | 17.2%(-3.6)         |
| 225  | 2009년 3월 8일   | 18.7%(+1.5)         |
| 226  | 2009년 3월 15일  | 18.3%(-0.4)         |
| 227  | 2009년 3월 22일  | 17.8%(-0.5)         |
| 228  | 2009년 3월 29일  | 16.0%(-1.8)         |
| 229  | 2009년 4월 5일   | 17.2%(+1.2)         |
| 230  | 2009년 4월 12일  | 16.8%(-0.4)         |
| 231  | 2009년 4월 19일  | 19.5%(+2.7)         |
| 232  | 2009년 4월 26일  | 18.7%(-0.8)         |
| 233  | 2009년 5월 3일   | 15.4%(-3.3)         |
| 234  | 2009년 5월 10일  | 17.2%(+1.8)         |
| 235  | 2009년 5월 17일  | 17.2%(0)            |
| 236  | 2009년 5월 31일  | 17.7%(+0.5)         |
| 237  | 2009년 6월 7일   | 18.3%(+0.6)         |
| 238  | 2009년 6월 14일  | 18.6%(+0.3)         |
| 239  | 2009년 6월 21일  | 20.1%(+1.5)         |
| 240  | 2009년 6월 28일  | 21.5%(+1.4)         |
| 241  | 2009년 7월 5일   | 19.4%(-2.1)         |
| 242  | 2009년 7월 12일  | 23.0%(+3.6)         |
| 243  | 2009년 7월 19일  | 21.2%(-1.8)         |
| 244  | 2009년 7월 26일  | 22.7%(+1.5)         |
| 245  | 2009년 8월 2일   | 16.4%(-6.3)         |
| 246  | 2009년 8월 9일   | 19.7%(+3.3)         |
| 247  | 2009년 8월 16일  | 21.4%(+1.7)         |
| 248  | 2009년 8월 30일  | 20.7%(-0.7)         |
| 249  | 2009년 9월 6일   | 20.5%(-0.2)         |
| 250  | 2009년 9월 13일  | 22.4%(+1.9)         |
| 251  | 2009년 9월 20일  | 23.0%(+0.6)         |
| 252  | 2009년 9월 27일  | 26.4%(+3.4)         |
| 253  | 2009년 10월 4일  | 22.3%(-4.1)         |
| 254  | 2009년 10월 11일 | 23.3%(+1.0)         |
| 255  | 2009년 10월 18일 | 23.7%(+0.4)         |
| 256  | 2009년 10월 25일 | 22.9%(-0.8)         |
| 257  | 2009년 11월 1일  | 26.4%(+3.5)         |
| 258  | 2009년 11월 8일  | 26.1%(-0.3)         |
| 259  | 2009년 11월 15일 | 26.3%(+0.2)         |
| 260  | 2009년 11월 22일 | 24.7%(-1.6)         |
| 261  | 2009년 11월 29일 | 24.4%(-0.3)         |
| 262  | 2009년 12월 6일  | 23.9%(-0.5)         |
| 263  | 2009년 12월 13일 | 24.9%(+1.0)         |
| 264  | 2009년 12월 20일 | 27.2%(+2.3)         |
| 265  | 2009년 12월 27일 | 27.6%(+0.4)         |

| 회차 | 방송 일자        | 전국 시청률(증감치) |
| ---- | ---------------- | ------------------- |
| 216  | 2009년 1월 4일   | 19.2%(-2.1)         |
| 217  | 2009년 1월 11일  | 18.6%(-0.6)         |
| 218  | 2009년 1월 18일  | 18.8%(+0.2)         |
| 219  | 2009년 1월 25일  | 15.5%(-3.3)         |
| 220  | 2009년 2월 1일   | 17.7%(+2.2)         |
| 221  | 2009년 2월 8일   | 16.3%(-1.4)         |
| 222  | 2009년 2월 15일  | 17.4%(+1.1)         |
| 223  | 2009년 2월 22일  | 18.3%(+0.9)         |
| 224  | 2009년 3월 1일   | 16.2%(-2.1)         |
| 225  | 2009년 3월 8일   | 18.2%(+2.0)         |
| 226  | 2009년 3월 15일  | 17.4%(-0.8)         |
| 227  | 2009년 3월 22일  | 16.6%(-0.8)         |
| 228  | 2009년 3월 29일  | 15.3%(-1.3)         |
| 229  | 2009년 4월 5일   | 15.8%(+0.5)         |
| 230  | 2009년 4월 12일  | 15.5%(-0.3)         |
| 231  | 2009년 4월 19일  | 17.1%(+1.6)         |
| 232  | 2009년 4월 26일  | 17.6%(+0.5)         |
| 233  | 2009년 5월 3일   | 14.3%(-3.3)         |
| 234  | 2009년 5월 10일  | 15.3%(+1.0)         |
| 235  | 2009년 5월 17일  | 15.7%(+0.4)         |
| 236  | 2009년 5월 31일  | 14.8%(-0.9)         |
| 237  | 2009년 6월 7일   | 15.8%(+1.0)         |
| 238  | 2009년 6월 14일  | 15.8%(0)            |
| 239  | 2009년 6월 21일  | 16.5%(+0.7)         |
| 240  | 2009년 6월 28일  | 18.2%(+1.7)         |
| 241  | 2009년 7월 5일   | 17.5%(-0.7)         |
| 242  | 2009년 7월 12일  | 21.8%(+4.3)         |
| 243  | 2009년 7월 19일  | 19.6%(-2.2)         |
| 244  | 2009년 7월 26일  | 20.5%(+0.9)         |
| 245  | 2009년 8월 2일   | 15.5%(-5.0)         |
| 246  | 2009년 8월 9일   | 16.9%(+1.4)         |
| 247  | 2009년 8월 16일  | 18.4%(+1.5)         |
| 248  | 2009년 8월 30일  | 19.1%(+0.7)         |
| 249  | 2009년 9월 6일   | 19.2%(+0.1)         |
| 250  | 2009년 9월 13일  | 20.8%(+1.6)         |
| 251  | 2009년 9월 20일  | 20.4%(-0.4)         |
| 252  | 2009년 9월 27일  | 23.9%(+3.5)         |
| 253  | 2009년 10월 4일  | 20.5%(-3.4)         |
| 254  | 2009년 10월 11일 | 23.0%(+2.5)         |
| 255  | 2009년 10월 18일 | 21.7%(-1.3)         |
| 256  | 2009년 10월 25일 | 21.6%(-0.1)         |
| 257  | 2009년 11월 1일  | 22.9%(+1.3)         |
| 258  | 2009년 11월 8일  | 24.8%(+1.9)         |
| 259  | 2009년 11월 15일 | 23.1%(-1.7)         |
| 260  | 2009년 11월 22일 | 22.6%(-0.5)         |
| 261  | 2009년 11월 29일 | 22.9%(+0.3)         |
| 262  | 2009년 12월 6일  | 23.4%(+0.5)         |
| 263  | 2009년 12월 13일 | 22.4%(-1.0)         |
| 264  | 2009년 12월 20일 | 24.1%(+1.7)         |
| 265  | 2009년 12월 27일 | 27.4%(+3.3)         |

- TNmS와 AGB닐슨 미디어 리서치에서 공개한 표를 바탕으로 작성한 시청률이다. 빨간색 글씨는 최고 시청률, 파란색 글씨는 최저 시청률을 나타낸다.

### 2010년 시청률
| 회차 | 방송 일자        | 전국 시청률(증감치) |
| ---- | ---------------- | ------------------- |
| 266  | 2010년 1월 3일   | 29.0%(+1.4)         |
| 267  | 2010년 1월 10일  | 29.6%(+0.6)         |
| 268  | 2010년 1월 17일  | 26.6%(-3.0)         |
| 269  | 2010년 1월 24일  | 29.6%(+3.0)         |
| 270  | 2010년 1월 31일  | 26.7%(-2.9)         |
| 271  | 2010년 2월 7일   | 26.0%(-0.7)         |
| 272  | 2010년 2월 14일  | 18.9%(-7.1)         |
| 273  | 2010년 2월 21일  | 27.1%(+8.2)         |
| 274  | 2010년 2월 28일  | 25.7%(-1.4)         |
| 275  | 2010년 3월 7일   | 32.3%(+6.6)         |
| 276  | 2010년 3월 14일  | 27.4%(-4.9)         |
| 277  | 2010년 3월 21일  | 27.6%(+0.2)         |
| 278  | 2010년 3월 28일  | 26.7%(-0.9)         |
| 279  | 2010년 4월 11일  | 28.8%(+2.1)         |
| 280  | 2010년 5월 2일   | 23.3%(-5.5)         |
| 281  | 2010년 5월 9일   | 24.8%(+1.5)         |
| 282  | 2010년 5월 16일  | 18.1%(-6.7)         |
| 283  | 2010년 5월 23일  | 26.8%(+8.7)         |
| 284  | 2010년 5월 30일  | 20.5%(-6.3)         |
| 285  | 2010년 6월 6일   | 25.4%(+4.9)         |
| 286  | 2010년 6월 13일  | 24.3%(-1.1)         |
| 287  | 2010년 6월 20일  | 20.2%(-4.1)         |
| 288  | 2010년 6월 27일  | 21.2%(+1.0)         |
| 289  | 2010년 7월 4일   | 15.1%(-6.1)         |
| 290  | 2010년 7월 11일  | 21.3%(+6.2)         |
| 291  | 2010년 7월 18일  | 22.5%(+1.2)         |
| 292  | 2010년 7월 25일  | 23.5%(+1.0)         |
| 293  | 2010년 8월 1일   | 22.0%(-1.5)         |
| 294  | 2010년 8월 8일   | 21.7%(-0.3)         |
| 295  | 2010년 8월 15일  | 24.9%(+3.2)         |
| 296  | 2010년 8월 22일  | 23.6%(-1.3)         |
| 297  | 2010년 8월 29일  | 26.0%(+2.4)         |
| 298  | 2010년 9월 5일   | 27.3%(+1.3)         |
| 299  | 2010년 9월 12일  | 25.1%(-2.2)         |
| 300  | 2010년 9월 19일  | 27.5%(+2.4)         |
| 301  | 2010년 9월 26일  | 31.4%(+3.9)         |
| 302  | 2010년 10월 3일  | 23.5%(-7.9)         |
| 303  | 2010년 10월 10일 | 21.5%(-2.0)         |
| 304  | 2010년 10월 17일 | 21.9%(+0.4)         |
| 305  | 2010년 10월 24일 | 28.6%(+6.7)         |
| 306  | 2010년 10월 31일 | 22.5%(-6.1)         |
| 307  | 2010년 11월 7일  | 22.5%(0)            |
| 308  | 2010년 11월 14일 | 26.8%(+4.3)         |
| 309  | 2010년 11월 21일 | 23.5%(-3.3)         |
| 310  | 2010년 11월 28일 | 25.7%(+2.2)         |
| 311  | 2010년 12월 5일  | 24.7%(-1.0)         |
| 312  | 2010년 12월 12일 | 25.2%(+0.5)         |
| 313  | 2010년 12월 19일 | 25.9%(+0.7)         |
| 314  | 2010년 12월 26일 | 26.6%(+0.7)         |

| 회차 | 방송 일자        | 전국 시청률(증감치) |
| ---- | ---------------- | ------------------- |
| 266  | 2010년 1월 3일   | 27.1%(-0.3)         |
| 267  | 2010년 1월 10일  | 25.4%(-1.7)         |
| 268  | 2010년 1월 17일  | 24.6%(-0.8)         |
| 269  | 2010년 1월 24일  | 26.1%(+1.5)         |
| 270  | 2010년 1월 31일  | 24.7%(-1.4)         |
| 271  | 2010년 2월 7일   | 25.0%(+0.3)         |
| 272  | 2010년 2월 14일  | 18.0%(-7.0)         |
| 273  | 2010년 2월 21일  | 24.9%(+6.9)         |
| 274  | 2010년 2월 28일  | 24.3%(-0.6)         |
| 275  | 2010년 3월 7일   | 30.0%(+5.7)         |
| 276  | 2010년 3월 14일  | 25.9%(-4.1)         |
| 277  | 2010년 3월 21일  | 25.7%(-0.2)         |
| 278  | 2010년 3월 28일  | 24.8%(-0.9)         |
| 279  | 2010년 4월 11일  | 27.0%(+2.2)         |
| 280  | 2010년 5월 2일   | 20.9%(-6.1)         |
| 281  | 2010년 5월 9일   | 23.2%(+2.3)         |
| 282  | 2010년 5월 16일  | 16.5%(-6.7)         |
| 283  | 2010년 5월 23일  | 25.2%(+8.7)         |
| 284  | 2010년 5월 30일  | 19.6%(-5.6)         |
| 285  | 2010년 6월 6일   | 23.3%(+3.7)         |
| 286  | 2010년 6월 13일  | 21.4%(-1.9)         |
| 287  | 2010년 6월 20일  | 17.5%(-3.9)         |
| 288  | 2010년 6월 27일  | 18.3%(+0.8)         |
| 289  | 2010년 7월 4일   | 13.2%(-5.1)         |
| 290  | 2010년 7월 11일  | 19.1%(+5.9)         |
| 291  | 2010년 7월 18일  | 20.3%(+1.2)         |
| 292  | 2010년 7월 25일  | 21.1%(+0.8)         |
| 293  | 2010년 8월 1일   | 19.6%(-1.5)         |
| 294  | 2010년 8월 8일   | 19.0%(-0.6)         |
| 295  | 2010년 8월 15일  | 23.5%(+4.5)         |
| 296  | 2010년 8월 22일  | 22.3%(-1.2)         |
| 297  | 2010년 8월 29일  | 24.7%(+2.4)         |
| 298  | 2010년 9월 5일   | 24.2%(-0.5)         |
| 299  | 2010년 9월 12일  | 23.2%(-1.0)         |
| 300  | 2010년 9월 19일  | 25.2%(+2.0)         |
| 301  | 2010년 9월 26일  | 29.3%(+4.1)         |
| 302  | 2010년 10월 3일  | 22.8%(-6.5)         |
| 303  | 2010년 10월 10일 | 21.1%(-1.7)         |
| 304  | 2010년 10월 17일 | 22.1%(+1.0)         |
| 305  | 2010년 10월 24일 | 29.3%(+7.2)         |
| 306  | 2010년 10월 31일 | 22.2%(-7.1)         |
| 307  | 2010년 11월 7일  | 22.9%(+0.7)         |
| 308  | 2010년 11월 14일 | 25.0%(+2.1)         |
| 309  | 2010년 11월 21일 | 22.7%(-2.3)         |
| 310  | 2010년 11월 28일 | 25.2%(+2.5)         |
| 311  | 2010년 12월 5일  | 24.4%(-0.8)         |
| 312  | 2010년 12월 12일 | 23.9%(-0.5)         |
| 313  | 2010년 12월 19일 | 24.4%(+0.5)         |
| 314  | 2010년 12월 26일 | 27.3%(+2.9)         |

- TNmS와 AGB닐슨 미디어 리서치에서 공개한 표를 바탕으로 작성한 시청률이다. 빨간색 글씨는 최고 시청률, 파란색 글씨는 최저 시청률을 나타낸다.

### 2011년 시청률
| 회차 | 방송 일자        | 전국 시청률(증감치) |
| ---- | ---------------- | ------------------- |
| 315  | 2011년 1월 2일   | 19.4%(-7.2)         |
| 316  | 2011년 1월 9일   | 21.7%(+2.3)         |
| 317  | 2011년 1월 16일  | 23.5%(+1.8)         |
| 318  | 2011년 1월 23일  | 21.5%(-2.0)         |
| 319  | 2011년 1월 30일  | 23.4%(+1.9)         |
| 320  | 2011년 2월 6일   | 21.5%(-1.9)         |
| 321  | 2011년 2월 13일  | 22.0%(+0.5)         |
| 322  | 2011년 2월 20일  | 19.6%(-2.4)         |
| 323  | 2011년 2월 27일  | 19.3%(-0.3)         |
| 324  | 2011년 3월 6일   | 20.4%(+1.1)         |
| 325  | 2011년 3월 13일  | 18.6%(-1.8)         |
| 326  | 2011년 3월 20일  | 19.5%(+0.9)         |
| 327  | 2011년 3월 27일  | 17.3%(-2.2)         |
| 328  | 2011년 4월 3일   | 20.0%(+2.7)         |
| 329  | 2011년 4월 10일  | 18.9%(-1.1)         |
| 330  | 2011년 4월 17일  | 19.1%(+0.2)         |
| 331  | 2011년 4월 24일  | 21.1%(+2.0)         |
| 332  | 2011년 5월 1일   | 17.8%(-3.3)         |
| 333  | 2011년 5월 8일   | 14.6%(-3.2)         |
| 334  | 2011년 5월 15일  | 15.9%(+1.3)         |
| 335  | 2011년 5월 22일  | 16.4%(+0.5)         |
| 336  | 2011년 5월 29일  | 17.7%(+1.3)         |
| 337  | 2011년 6월 5일   | 16.6%(-1.1)         |
| 338  | 2011년 6월 12일  | 17.4%(+0.8)         |
| 339  | 2011년 6월 19일  | 17.7%(+0.3)         |
| 340  | 2011년 6월 26일  | 20.0%(+2.3)         |
| 341  | 2011년 7월 3일   | 16.1%(-3.9)         |
| 342  | 2011년 7월 10일  | 19.0%(+2.9)         |
| 343  | 2011년 7월 17일  | 19.1%(+0.1)         |
| 344  | 2011년 7월 24일  | 14.7%(-4.4)         |
| 345  | 2011년 7월 31일  | 18.3%(+3.6)         |
| 346  | 2011년 8월 7일   | 19.5%(+1.2)         |
| 347  | 2011년 8월 14일  | 15.0%(-4.5)         |
| 348  | 2011년 8월 21일  | 14.7%(-0.3)         |
| 349  | 2011년 8월 28일  | 17.5%(+2.8)         |
| 350  | 2011년 9월 4일   | 18.0%(+0.5)         |
| 351  | 2011년 9월 11일  | 16.0%(-2.0)         |
| 352  | 2011년 9월 18일  | 19.3%(+3.3)         |
| 353  | 2011년 9월 25일  | 16.7%(-2.6)         |
| 354  | 2011년 10월 2일  | 16.8%(+0.1)         |
| 355  | 2011년 10월 9일  | 18.7%(+1.9)         |
| 356  | 2011년 10월 16일 | 19.4%(+0.7)         |
| 357  | 2011년 10월 23일 | 16.3%(-3.1)         |
| 358  | 2011년 10월 30일 | 16.1%(-0.2)         |
| 359  | 2011년 11월 6일  | 18.2%(+2.1)         |
| 360  | 2011년 11월 13일 | 19.1%(+0.9)         |
| 361  | 2011년 11월 20일 | 18.4%(-0.7)         |
| 362  | 2011년 11월 27일 | 17.3%(-1.1)         |
| 363  | 2011년 12월 4일  | 19.1%(+1.8)         |
| 364  | 2011년 12월 11일 | 18.0%(-1.1)         |
| 365  | 2011년 12월 18일 | 19.7%(+1.7)         |
| 366  | 2011년 12월 25일 | 19.7%(0)            |

| 회차 | 방송 일자        | 전국 시청률(증감치) |
| ---- | ---------------- | ------------------- |
| 315  | 2011년 1월 2일   | 23.3%(-4.0)         |
| 316  | 2011년 1월 9일   | 24.5%(+1.2)         |
| 317  | 2011년 1월 16일  | 25.1%(+0.6)         |
| 318  | 2011년 1월 23일  | 25.0%(-0.1)         |
| 319  | 2011년 1월 30일  | 25.5%(+0.5)         |
| 320  | 2011년 2월 6일   | 24.4%(-1.1)         |
| 321  | 2011년 2월 13일  | 23.8%(-0.6)         |
| 322  | 2011년 2월 20일  | 21.2%(-2.6)         |
| 323  | 2011년 2월 27일  | 20.0%(-1.2)         |
| 324  | 2011년 3월 6일   | 21.0%(+1.0)         |
| 325  | 2011년 3월 13일  | 20.6%(-0.4)         |
| 326  | 2011년 3월 20일  | 20.9%(+0.3)         |
| 327  | 2011년 3월 27일  | 19.8%(-1.1)         |
| 328  | 2011년 4월 3일   | 20.7%(+0.9)         |
| 329  | 2011년 4월 10일  | 21.2%(+0.5)         |
| 330  | 2011년 4월 17일  | 20.9%(-0.3)         |
| 331  | 2011년 4월 24일  | 21.9%(+1.0)         |
| 332  | 2011년 5월 1일   | 18.8%(-3.1)         |
| 333  | 2011년 5월 8일   | 15.0%(-3.8)         |
| 334  | 2011년 5월 15일  | 18.4%(+3.4)         |
| 335  | 2011년 5월 22일  | 18.9%(+0.5)         |
| 336  | 2011년 5월 29일  | 20.4%(+1.5)         |
| 337  | 2011년 6월 5일   | 18.1%(-2.3)         |
| 338  | 2011년 6월 12일  | 20.7%(+2.6)         |
| 339  | 2011년 6월 19일  | 19.1%(-1.6)         |
| 340  | 2011년 6월 26일  | 21.7%(+2.6)         |
| 341  | 2011년 7월 3일   | 17.9%(-3.8)         |
| 342  | 2011년 7월 10일  | 20.0%(+2.1)         |
| 343  | 2011년 7월 17일  | 20.0%(0)            |
| 344  | 2011년 7월 24일  | 16.3%(-3.7)         |
| 345  | 2011년 7월 31일  | 18.3%(+2.0)         |
| 346  | 2011년 8월 7일   | 19.9%(+1.6)         |
| 347  | 2011년 8월 14일  | 15.1%(-4.8)         |
| 348  | 2011년 8월 21일  | 17.2%(+2.1)         |
| 349  | 2011년 8월 28일  | 18.7%(+1.5)         |
| 350  | 2011년 9월 4일   | 18.9%(+0.2)         |
| 351  | 2011년 9월 11일  | 15.9%(-3.0)         |
| 352  | 2011년 9월 18일  | 17.4%(+1.5)         |
| 353  | 2011년 9월 25일  | 17.7%(+0.3)         |
| 354  | 2011년 10월 2일  | 17.4%(-0.3)         |
| 355  | 2011년 10월 9일  | 19.8%(+2.4)         |
| 356  | 2011년 10월 16일 | 19.6%(-0.2)         |
| 357  | 2011년 10월 23일 | 16.2%(-3.4)         |
| 358  | 2011년 10월 30일 | 16.9%(+0.7)         |
| 359  | 2011년 11월 6일  | 18.9%(+2.0)         |
| 360  | 2011년 11월 13일 | 19.3%(+0.4)         |
| 361  | 2011년 11월 20일 | 19.2%(-0.1)         |
| 362  | 2011년 11월 27일 | 17.8%(-1.4)         |
| 363  | 2011년 12월 4일  | 19.5%(+1.7)         |
| 364  | 2011년 12월 11일 | 19.1%(-0.4)         |
| 365  | 2011년 12월 18일 | 20.1%(+1.0)         |
| 366  | 2011년 12월 25일 | 20.0%(-0.1)         |

- TNmS와 AGB닐슨 미디어 리서치에서 공개한 표를 바탕으로 작성한 시청률이다. 빨간색 글씨는 최고 시청률, 파란색 글씨는 최저 시청률을 나타낸다.

### 2012년 시청률
| 회차 | 방송 일자        | 전국 시청률(증감치) |
| ---- | ---------------- | ------------------- |
| 367  | 2012년 1월 1일   | 19.4%(-0.3)         |
| 368  | 2012년 1월 8일   | 20.0%(+0.6)         |
| 369  | 2012년 1월 15일  | 20.4%(+0.4)         |
| 370  | 2012년 1월 22일  | 11.9%(-8.5)         |
| 371  | 2012년 1월 29일  | 16.9%(+5.0)         |
| 372  | 2012년 2월 5일   | 17.5%(+0.6)         |
| 373  | 2012년 2월 12일  | 19.7%(+2.2)         |
| 374  | 2012년 2월 19일  | 18.9%(-0.8)         |
| 375  | 2012년 2월 26일  | 18.3%(-0.6)         |
| 376  | 2012년 3월 4일   | 19.2%(+0.9)         |
| 377  | 2012년 3월 11일  | 19.6%(+0.4)         |
| 378  | 2012년 3월 18일  | 18.2%(-1.4)         |
| 379  | 2012년 3월 25일  | 18.2%(0)            |
| 380  | 2012년 4월 1일   | 13.0%(-5.2)         |
| 381  | 2012년 4월 8일   | 15.9%(+2.9)         |
| 382  | 2012년 4월 15일  | 15.0%(-0.9)         |
| 383  | 2012년 4월 22일  | 15.2%(+0.2)         |
| 384  | 2012년 4월 29일  | 8.8%(-6.4)          |
| 385  | 2012년 5월 6일   | 6.7%(-2.1)          |
| 386  | 2012년 5월 13일  | 9.8%(+3.1)          |
| 387  | 2012년 5월 20일  | 9.1%(-0.7)          |
| 388  | 2012년 5월 27일  | 8.4%(-0.7)          |
| 389  | 2012년 6월 3일   | 9.1%(+0.7)          |
| 390  | 2012년 6월 10일  | 11.3%(+2.2)         |
| 391  | 2012년 6월 17일  | 10.7%(-0.6)         |
| 392  | 2012년 6월 24일  | 11.4%(+0.7)         |
| 393  | 2012년 7월 1일   | 11.9%(+0.5)         |
| 394  | 2012년 7월 8일   | 10.6%(-1.3)         |
| 395  | 2012년 7월 15일  | 14.3%(+3.7)         |
| 396  | 2012년 7월 22일  | 12.9%(-1.4)         |
| 397  | 2012년 7월 29일  | 15.7%(+2.8)         |
| 398  | 2012년 8월 5일   | 12.7%(-3.0)         |
| 399  | 2012년 8월 12일  | 15.8%(+3.1)         |
| 400  | 2012년 8월 19일  | 14.7%(-1.1)         |
| 401  | 2012년 8월 26일  | 16.2%(+1.5)         |
| 402  | 2012년 9월 2일   | 13.6%(-2.6)         |
| 403  | 2012년 9월 9일   | 16.0%(+2.4)         |
| 404  | 2012년 9월 16일  | 15.7%(-0.3)         |
| 405  | 2012년 9월 23일  | 13.4%(-2.3)         |
| 406  | 2012년 9월 30일  | 10.2%(-3.2)         |
| 407  | 2012년 10월 7일  | 13.4%(+3.2)         |
| 408  | 2012년 10월 14일 | 14.6%(+1.2)         |
| 409  | 2012년 10월 21일 | 14.2%(-0.4)         |
| 410  | 2012년 10월 28일 | 16.4%(+2.2)         |
| 411  | 2012년 11월 4일  | 15.5%(-0.9)         |
| 412  | 2012년 11월 11일 | 15.1%(-0.4)         |
| 413  | 2012년 11월 18일 | 14.0%(-1.1)         |
| 414  | 2012년 11월 25일 | 16.9%(+2.9)         |
| 415  | 2012년 12월 2일  | 16.5%(-0.4)         |
| 416  | 2012년 12월 9일  | 16.6%(+0.1)         |
| 417  | 2012년 12월 16일 | 15.4%(-1.2)         |
| 418  | 2012년 12월 23일 | 16.9%(+1.5)         |
| 419  | 2012년 12월 30일 | 16.5%(-0.4)         |

| 회차 | 방송 일자        | 전국 시청률(증감치) |
| ---- | ---------------- | ------------------- |
| 367  | 2012년 1월 1일   | 20.8%(+0.8)         |
| 368  | 2012년 1월 8일   | 20.5%(-0.3)         |
| 369  | 2012년 1월 15일  | 21.2%(+0.7)         |
| 370  | 2012년 1월 22일  | 15.1%(-6.1)         |
| 371  | 2012년 1월 29일  | 19.6%(+4.5)         |
| 372  | 2012년 2월 5일   | 17.6%(-2.0)         |
| 373  | 2012년 2월 12일  | 17.6%(0)            |
| 374  | 2012년 2월 19일  | 18.2%(+0.6)         |
| 375  | 2012년 2월 26일  | 18.5%(+0.3)         |
| 376  | 2012년 3월 4일   | 19.8%(+1.3)         |
| 377  | 2012년 3월 11일  | 20.0%(+0.2)         |
| 378  | 2012년 3월 18일  | 19.1%(-0.9)         |
| 379  | 2012년 3월 25일  | 18.6%(-0.5)         |
| 380  | 2012년 4월 1일   | 12.0%(-6.6)         |
| 381  | 2012년 4월 8일   | 15.8%(+3.8)         |
| 382  | 2012년 4월 15일  | 14.1%(-1.7)         |
| 383  | 2012년 4월 22일  | 15.3%(+1.2)         |
| 384  | 2012년 4월 29일  | 9.0%(-6.3)          |
| 385  | 2012년 5월 6일   | 7.4%(-1.6)          |
| 386  | 2012년 5월 13일  | 10.3%(+2.9)         |
| 387  | 2012년 5월 20일  | 9.3%(-1.0)          |
| 388  | 2012년 5월 27일  | 9.0%(-0.3)          |
| 389  | 2012년 6월 3일   | 10.0%(+1.0)         |
| 390  | 2012년 6월 10일  | 11.9%(+1.9)         |
| 391  | 2012년 6월 17일  | 10.6%(-1.3)         |
| 392  | 2012년 6월 24일  | 11.8%(+1.2)         |
| 393  | 2012년 7월 1일   | 10.4%(-1.4)         |
| 394  | 2012년 7월 8일   | 10.1%(-0.3)         |
| 395  | 2012년 7월 15일  | 14.6%(+4.5)         |
| 396  | 2012년 7월 22일  | 13.2%(-1.4)         |
| 397  | 2012년 7월 29일  | 14.6%(+1.4)         |
| 398  | 2012년 8월 5일   | 12.0%(-2.6)         |
| 399  | 2012년 8월 12일  | 14.2%(+2.2)         |
| 400  | 2012년 8월 19일  | 14.8%(+0.6)         |
| 401  | 2012년 8월 26일  | 15.5%(+0.7)         |
| 402  | 2012년 9월 2일   | 13.2%(-2.3)         |
| 403  | 2012년 9월 9일   | 15.8%(+2.6)         |
| 404  | 2012년 9월 16일  | 15.0%(-0.8)         |
| 405  | 2012년 9월 23일  | 13.2%(-1.8)         |
| 406  | 2012년 9월 30일  | 9.9%(-3.3)          |
| 407  | 2012년 10월 7일  | 14.0%(+4.1)         |
| 408  | 2012년 10월 14일 | 13.5%(-0.5)         |
| 409  | 2012년 10월 21일 | 14.3%(+0.8)         |
| 410  | 2012년 10월 28일 | 16.1%(+1.8)         |
| 411  | 2012년 11월 4일  | 16.3%(+0.2)         |
| 412  | 2012년 11월 11일 | 15.4%(-0.9)         |
| 413  | 2012년 11월 18일 | 12.9%(-2.5)         |
| 414  | 2012년 11월 25일 | 15.6%(+2.7)         |
| 415  | 2012년 12월 2일  | 15.6%(0)            |
| 416  | 2012년 12월 9일  | 16.6%(+1.0)         |
| 417  | 2012년 12월 16일 | 13.9%(-2.7)         |
| 418  | 2012년 12월 23일 | 16.3%(+2.4)         |
| 419  | 2012년 12월 30일 | 15.6%(-0.7)         |

- TNmS와 AGB닐슨 미디어 리서치에서 공개한 표를 바탕으로 작성한 시청률이다. 빨간색 글씨는 최고 시청률, 파란색 글씨는 최저 시청률을 나타낸다.

### 2013년 시청률
| 회차 | 방송 일자        | 전국 시청률(증감치) |
| ---- | ---------------- | ------------------- |
| 420  | 2013년 1월 6일   | 17.5%(+1.0)         |
| 421  | 2013년 1월 13일  | 16.1%(-1.4)         |
| 422  | 2013년 1월 20일  | 14.5%(-1.6)         |
| 423  | 2013년 1월 27일  | 13.2%(-1.3)         |
| 424  | 2013년 2월 3일   | 13.3%(+0.1)         |
| 425  | 2013년 2월 10일  | 11.6%(-1.7)         |
| 426  | 2013년 2월 17일  | 13.3%(+1.7)         |
| 427  | 2013년 2월 24일  | 12.9%(-0.4)         |
| 428  | 2013년 3월 3일   | 11.5%(-1.4)         |
| 429  | 2013년 3월 10일  | 10.9%(-0.6)         |
| 430  | 2013년 3월 17일  | 11.0%(+0.1)         |
| 431  | 2013년 3월 24일  | 10.6%(-0.4)         |
| 432  | 2013년 3월 31일  | 9.2%(-1.4)          |
| 433  | 2013년 4월 7일   | 10.4%(+1.2)         |
| 434  | 2013년 4월 14일  | 9.3%(-1.1)          |
| 435  | 2013년 4월 21일  | 8.3%(-1.0)          |
| 436  | 2013년 4월 28일  | 8.1%(-0.2)          |
| 437  | 2013년 5월 5일   | 8.2%(+0.1)          |
| 438  | 2013년 5월 12일  | 7.7%(-0.5)          |
| 439  | 2013년 5월 19일  | 7.9%(+0.2)          |
| 440  | 2013년 5월 26일  | 6.8%(-1.1)          |
| 441  | 2013년 6월 2일   | 6.9%(+0.1)          |
| 442  | 2013년 6월 9일   | 7.2%(+0.3)          |
| 443  | 2013년 6월 16일  | 6.7%(-0.5)          |
| 444  | 2013년 6월 23일  | 7.1%(+0.4)          |
| 445  | 2013년 6월 30일  | 6.4%(-0.7)          |
| 446  | 2013년 7월 7일   | 6.7%(+0.3)          |
| 447  | 2013년 7월 14일  | 6.6%(-0.1)          |
| 448  | 2013년 7월 21일  | 6.2%(-0.4)          |
| 449  | 2013년 7월 28일  | 6.4%(+0.2)          |
| 450  | 2013년 8월 4일   | 6.9%(+0.5)          |
| 451  | 2013년 8월 11일  | 7.0%(+0.1)          |
| 452  | 2013년 8월 18일  | 6.1%(-0.9)          |
| 453  | 2013년 8월 25일  | 6.6%(+0.5)          |
| 454  | 2013년 9월 1일   | 5.9%(-0.7)          |
| 455  | 2013년 9월 8일   | 6.5%(+0.6)          |
| 456  | 2013년 9월 15일  | 6.3%(-0.2)          |
| 457  | 2013년 9월 22일  | 5.6%(-0.7)          |
| 458  | 2013년 9월 29일  | 6.5%(+0.9)          |
| 459  | 2013년 10월 6일  | 7.0%(+0.5)          |
| 460  | 2013년 10월 13일 | 7.0%(0)             |
| 461  | 2013년 10월 20일 | 6.7%(-0.3)          |
| 462  | 2013년 10월 27일 | 7.7%(+1.0)          |
| 463  | 2013년 11월 3일  | 7.5%(-0.2)          |
| 464  | 2013년 11월 10일 | 7.0%(-0.5)          |
| 465  | 2013년 11월 17일 | 8.2%(+1.2)          |
| 466  | 2013년 11월 24일 | 6.5%(-1.7)          |
| 467  | 2013년 12월 1일  | 9.3%(+2.8)          |
| 468  | 2013년 12월 8일  | 10.2%(+0.9)         |
| 469  | 2013년 12월 15일 | 9.4%(-0.8)          |
| 470  | 2013년 12월 22일 | 9.9%(+0.5)          |
| 471  | 2013년 12월 29일 | 9.2%(-0.7)          |

| 회차 | 방송 일자        | 전국 시청률(증감치) |
| ---- | ---------------- | ------------------- |
| 420  | 2013년 1월 6일   | 15.7%(+0.1)         |
| 421  | 2013년 1월 13일  | 15.3%(-0.4)         |
| 422  | 2013년 1월 20일  | 14.9%(-0.4)         |
| 423  | 2013년 1월 27일  | 14.1%(-0.8)         |
| 424  | 2013년 2월 3일   | 13.9%(-0.2)         |
| 425  | 2013년 2월 10일  | 11.0%(-2.9)         |
| 426  | 2013년 2월 17일  | 13.0%(+2.0)         |
| 427  | 2013년 2월 24일  | 13.6%(+0.6)         |
| 428  | 2013년 3월 3일   | 12.5%(-1.1)         |
| 429  | 2013년 3월 10일  | 10.3%(-2.2)         |
| 430  | 2013년 3월 17일  | 11.8%(+1.5)         |
| 431  | 2013년 3월 24일  | 10.6%(-1.2)         |
| 432  | 2013년 3월 31일  | 9.2%(-1.4)          |
| 433  | 2013년 4월 7일   | 11.7%(+2.5)         |
| 434  | 2013년 4월 14일  | 10.7%(-1.0)         |
| 435  | 2013년 4월 21일  | 9.4%(-1.3)          |
| 436  | 2013년 4월 28일  | 9.5%(+0.1)          |
| 437  | 2013년 5월 5일   | 9.7%(+0.2)          |
| 438  | 2013년 5월 12일  | 9.7%(0)             |
| 439  | 2013년 5월 19일  | 9.5%(-0.2)          |
| 440  | 2013년 5월 26일  | 8.1%(-1.4)          |
| 441  | 2013년 6월 2일   | 9.3%(+1.2)          |
| 442  | 2013년 6월 9일   | 8.4%(-0.9)          |
| 443  | 2013년 6월 16일  | 8.7%(+0.3)          |
| 444  | 2013년 6월 23일  | 8.8%(+0.1)          |
| 445  | 2013년 6월 30일  | 7.5%(-1.3)          |
| 446  | 2013년 7월 7일   | 8.2%(+0.7)          |
| 447  | 2013년 7월 14일  | 8.6%(+0.4)          |
| 448  | 2013년 7월 21일  | 7.6%(-1.0)          |
| 449  | 2013년 7월 28일  | 8.4%(+0.8)          |
| 450  | 2013년 8월 4일   | 8.0%(-0.4)          |
| 451  | 2013년 8월 11일  | 8.2%(+0.2)          |
| 452  | 2013년 8월 18일  | 7.6%(-0.6)          |
| 453  | 2013년 8월 25일  | 8.2%(+0.6)          |
| 454  | 2013년 9월 1일   | 6.9%(-1.3)          |
| 455  | 2013년 9월 8일   | 8.2%(+1.3)          |
| 456  | 2013년 9월 15일  | 7.4%(-0.8)          |
| 457  | 2013년 9월 22일  | 7.1%(-0.3)          |
| 458  | 2013년 9월 29일  | 8.0%(+0.9)          |
| 459  | 2013년 10월 6일  | 8.7%(+0.7)          |
| 460  | 2013년 10월 13일 | 8.1%(-0.6)          |
| 461  | 2013년 10월 20일 | 8.1%(0)             |
| 462  | 2013년 10월 27일 | 9.1%(+1.0)          |
| 463  | 2013년 11월 3일  | 9.4%(+0.3)          |
| 464  | 2013년 11월 10일 | 8.1%(-1.3)          |
| 465  | 2013년 11월 17일 | 9.5%(+1.4)          |
| 466  | 2013년 11월 24일 | 7.3%(-2.2)          |
| 467  | 2013년 12월 1일  | 11.0%(+3.7)         |
| 468  | 2013년 12월 8일  | 12.0%(+1.0)         |
| 469  | 2013년 12월 15일 | 11.4%(-0.6)         |
| 470  | 2013년 12월 22일 | 11.9%(+0.5)         |
| 471  | 2013년 12월 29일 | 10.1%(-1.8)         |

- TNmS와 AGB닐슨 미디어 리서치에서 공개한 표를 바탕으로 작성한 시청률이다. 빨간색 글씨는 최고 시청률, 파란색 글씨는 최저 시청률을 나타낸다.

### 2014년 시청률
| 회차 | 방송 일자        | 전국 시청률(증감치) |
| ---- | ---------------- | ------------------- |
| 472  | 2014년 1월 5일   | 9.2%                |
| 473  | 2014년 1월 12일  | 9.7%(+0.5)          |
| 474  | 2014년 1월 19일  | 10.4%(+0.7)         |
| 475  | 2014년 1월 26일  | 10.2%(-0.2)         |
| 476  | 2014년 2월 2일   | 10.9%(+0.7)         |
| 477  | 2014년 2월 9일   | 10.8%(-0.1)         |
| 478  | 2014년 2월 16일  | 10.7%(-0.1)         |
| 479  | 2014년 2월 23일  | 11.3%(+0.6)         |
| 480  | 2014년 3월 2일   | 9.8%(-1.5)          |
| 481  | 2014년 3월 9일   | 10.8%(+1.0)         |
| 482  | 2014년 3월 16일  | 9.8%(-1.0)          |
| 483  | 2014년 3월 23일  | 10.2%(+0.4)         |
| 484  | 2014년 3월 30일  | 9.4%(-0.8)          |
| 485  | 2014년 4월 6일   | 10.5%(+1.1)         |
| 486  | 2014년 4월 13일  | 9.5%(-1.0)          |
| 487  | 2014년 5월 4일   | 7.0%(-2.5)          |
| 488  | 2014년 5월 11일  | 8.6%(+1.6)          |
| 489  | 2014년 5월 18일  | 9.4%(+0.8)          |
| 490  | 2014년 5월 25일  | 9.8%(+0.4)          |
| 491  | 2014년 6월 1일   | 9.5%(-0.3)          |
| 492  | 2014년 6월 8일   | 8.4%(-1.1)          |
| 493  | 2014년 6월 15일  | 8.9%(+0.5)          |
| 494  | 2014년 6월 22일  | 8.9%(0)             |
| 495  | 2014년 6월 29일  | 10.1%(+1.2)         |
| 496  | 2014년 7월 6일   | 11.4%(+1.3)         |
| 497  | 2014년 7월 13일  | 12.4%(+1.0)         |
| 498  | 2014년 7월 20일  | 12.3%(-0.1)         |
| 499  | 2014년 7월 27일  | 11.2%(-1.1)         |
| 500  | 2014년 8월 3일   | 12.2%(+1.0)         |
| 501  | 2014년 8월 10일  | 12.8%(+0.6)         |
| 502  | 2014년 8월 17일  | 12.6%(-0.2)         |
| 503  | 2014년 8월 24일  | 12.5%(-0.1)         |
| 504  | 2014년 8월 31일  | 11.5%(-1.0)         |
| 505  | 2014년 9월 7일   | 10.8%(-0.7)         |
| 506  | 2014년 9월 14일  | 12.8%(+2.0)         |
| 507  | 2014년 9월 21일  | 16.4%(+3.6)         |
| 508  | 2014년 9월 28일  | 19.4%(+3.0)         |
| 509  | 2014년 10월 5일  | 14.3%(-5.1)         |
| 510  | 2014년 10월 12일 | 15.5%(+1.2)         |
| 511  | 2014년 10월 19일 | 11.9%(-3.6)         |
| 512  | 2014년 10월 26일 | 13.6%(+1.7)         |
| 513  | 2014년 11월 2일  | 14.3%(+0.7)         |
| 514  | 2014년 11월 9일  | 15.1%(+0.8)         |
| 515  | 2014년 11월 16일 | 15.5%(+0.4)         |
| 516  | 2014년 11월 23일 | 15.0%(-0.5)         |
| 517  | 2014년 11월 30일 | 16.1%(+1.1)         |
| 518  | 2014년 12월 7일  | 15.1%(-1.0)         |
| 519  | 2014년 12월 14일 | 16.3%(+1.2)         |
| 520  | 2014년 12월 21일 | 16.8%(+0.5)         |
| 521  | 2014년 12월 28일 | 15.7%(-1.1)         |

| 회차 | 방송 일자        | 전국 시청률(증감치) |
| ---- | ---------------- | ------------------- |
| 472  | 2014년 1월 5일   | 11.3%(+1.2)         |
| 473  | 2014년 1월 12일  | 11.3%(0)            |
| 474  | 2014년 1월 19일  | 11.4%(+0.1)         |
| 475  | 2014년 1월 26일  | 12.0%(+0.6)         |
| 476  | 2014년 2월 2일   | 12.2%(+0.2)         |
| 477  | 2014년 2월 9일   | 12.2%(0)            |
| 478  | 2014년 2월 16일  | 12.5%(+0.3)         |
| 479  | 2014년 2월 23일  | 12.5%(0)            |
| 480  | 2014년 3월 2일   | 11.0%(-1.5)         |
| 481  | 2014년 3월 9일   | 12.8%(+1.8)         |
| 482  | 2014년 3월 16일  | 12.2%(-0.6)         |
| 483  | 2014년 3월 23일  | 12.0%(-0.2)         |
| 484  | 2014년 3월 30일  | 10.9%(-1.1)         |
| 485  | 2014년 4월 6일   | 10.7%(-0.2)         |
| 486  | 2014년 4월 13일  | 10.8%(+0.1)         |
| 487  | 2014년 5월 4일   | 7.3%(-3.5)          |
| 488  | 2014년 5월 11일  | 10.1%(+2.8)         |
| 489  | 2014년 5월 18일  | 10.4%(+0.3)         |
| 490  | 2014년 5월 25일  | 11.0%(+0.6)         |
| 491  | 2014년 6월 1일   | 10.0%(-1.0)         |
| 492  | 2014년 6월 8일   | 8.2%(-1.8)          |
| 493  | 2014년 6월 15일  | 9.7%(+1.5)          |
| 494  | 2014년 6월 22일  | 9.4%(-0.3)          |
| 495  | 2014년 6월 29일  | 10.0%(+0.6)         |
| 496  | 2014년 7월 6일   | 12.9%(+2.9)         |
| 497  | 2014년 7월 13일  | 12.2%(-0.7)         |
| 498  | 2014년 7월 20일  | 12.7%(+0.5)         |
| 499  | 2014년 7월 27일  | 11.7%(-1.0)         |
| 500  | 2014년 8월 3일   | 13.5%(+1.8)         |
| 501  | 2014년 8월 10일  | 13.7%(+0.2)         |
| 502  | 2014년 8월 17일  | 13.5%(-0.2)         |
| 503  | 2014년 8월 24일  | 13.4%(-0.1)         |
| 504  | 2014년 8월 31일  | 13.0%(-0.4)         |
| 505  | 2014년 9월 7일   | 11.1%(-1.9)         |
| 506  | 2014년 9월 14일  | 15.1%(+4.0)         |
| 507  | 2014년 9월 21일  | 16.8%(+1.7)         |
| 508  | 2014년 9월 28일  | 19.7%(+2.9)         |
| 509  | 2014년 10월 5일  | 15.9%(-3.8)         |
| 510  | 2014년 10월 12일 | 17.0%(+1.1)         |
| 511  | 2014년 10월 19일 | 13.9%(-3.1)         |
| 512  | 2014년 10월 26일 | 15.4%(+1.5)         |
| 513  | 2014년 11월 2일  | 15.9%(+0.5)         |
| 514  | 2014년 11월 9일  | 15.7%(-0.2)         |
| 515  | 2014년 11월 16일 | 16.4%(+0.7)         |
| 516  | 2014년 11월 23일 | 15.7%(-0.7)         |
| 517  | 2014년 11월 30일 | 15.2%(-0.5)         |
| 518  | 2014년 12월 7일  | 16.4%(+1.2)         |
| 519  | 2014년 12월 14일 | 17.3%(+0.9)         |
| 520  | 2014년 12월 21일 | 17.3%(0)            |
| 521  | 2014년 12월 28일 | 17.9%(+0.6)         |

- TNmS와 AGB닐슨 미디어 리서치에서 공개한 표를 바탕으로 작성한 시청률이다. 빨간색 글씨는 최고 시청률, 파란색 글씨는 최저 시청률을 나타낸다.

### 2015년 시청률
| 회차 | 방송 일자        | 전국 시청률(증감치) |
| ---- | ---------------- | ------------------- |
| 522  | 2015년 1월 4일   | 15.7%(0)            |
| 523  | 2015년 1월 11일  | 14.9%(-0.8)         |
| 524  | 2015년 1월 18일  | 16.1%(+1.2)         |
| 525  | 2015년 1월 25일  | 16.2%(+0.1)         |
| 526  | 2015년 2월 1일   | 15.1%(-1.1)         |
| 527  | 2015년 2월 8일   | 15.7%(+0.6)         |
| 528  | 2015년 2월 15일  | 14.3%(-1.4)         |
| 529  | 2015년 2월 22일  | 14.8%(+0.5)         |
| 530  | 2015년 3월 1일   | 13.6%(-1.2)         |
| 531  | 2015년 3월 8일   | 13.9%(+0.3)         |
| 532  | 2015년 3월 15일  | 14.0%(+0.1)         |
| 533  | 2015년 3월 22일  | 14.0%(0)            |
| 534  | 2015년 3월 29일  | 13.2%(-0.8)         |
| 535  | 2015년 4월 5일   | 14.3%(+1.1)         |
| 536  | 2015년 4월 12일  | 14.2%(-0.1)         |
| 537  | 2015년 4월 19일  | 16.3%(+2.1)         |
| 538  | 2015년 4월 26일  | 13.9%(-2.4)         |
| 539  | 2015년 5월 3일   | 15.1%(+1.2)         |
| 540  | 2015년 5월 10일  | 14.1%(-1.0)         |
| 541  | 2015년 5월 17일  | 12.8%(-1.3)         |
| 542  | 2015년 5월 24일  | 12.3%(-0.5)         |
| 543  | 2015년 5월 31일  | 13.5%(+1.2)         |
| 544  | 2015년 6월 7일   | 13.7%(+0.2)         |
| 545  | 2015년 6월 14일  | 15.0%(+1.3)         |
| 546  | 2015년 6월 21일  | 16.2%(+1.2)         |
| 547  | 2015년 6월 28일  | 15.4%(-0.8)         |
| 548  | 2015년 7월 5일   | 14.3%(-1.1)         |
| 549  | 2015년 7월 12일  | 16.6%(+2.3)         |
| 550  | 2015년 7월 19일  | 13.2%(-3.4)         |
| 551  | 2015년 7월 26일  | 13.4%(+0.2)         |
| 552  | 2015년 8월 2일   | 12.8%(-0.6)         |
| 553  | 2015년 8월 9일   | 13.8%(+1.0)         |
| 554  | 2015년 8월 16일  | 14.7%(+0.9)         |
| 555  | 2015년 8월 23일  | 13.3%(-1.4)         |
| 556  | 2015년 8월 30일  | 13.6%(+0.3)         |
| 557  | 2015년 9월 6일   | 11.9%(-1.7)         |
| 558  | 2015년 9월 13일  | 12.1%(+0.2)         |
| 559  | 2015년 9월 20일  | 13.8%(+1.7)         |
| 560  | 2015년 9월 27일  | 10.5%(-3.3)         |
| 561  | 2015년 10월 4일  | 12.2%(+1.7)         |
| 562  | 2015년 10월 11일 | 17.4%(+5.2)         |
| 563  | 2015년 10월 18일 | 12.8%(-4.6)         |
| 564  | 2015년 10월 25일 | 13.2%(+0.4)         |
| 565  | 2015년 11월 1일  | 12.3%(-0.9)         |
| 566  | 2015년 11월 8일  | 14.3%(+2.0)         |
| 567  | 2015년 11월 15일 | 12.1%(-2.2)         |
| 568  | 2015년 11월 22일 | 11.7%(-0.4)         |
| 569  | 2015년 11월 29일 | 12.2%(+0.5)         |
| 570  | 2015년 12월 6일  | 12.2%(0)            |
| 571  | 2015년 12월 13일 | 12.4%(+0.2)         |
| 572  | 2015년 12월 20일 | 11.7%(-0.7)         |
| 573  | 2015년 12월 27일 | 11.4%(-0.3)         |

| 회차 | 방송 일자        | 전국 시청률(증감치) |
| ---- | ---------------- | ------------------- |
| 522  | 2015년 1월 4일   | 17.0%(-0.9)         |
| 523  | 2015년 1월 11일  | 16.5%(-0.5)         |
| 524  | 2015년 1월 18일  | 17.2%(+0.7)         |
| 525  | 2015년 1월 25일  | 17.2%(0)            |
| 526  | 2015년 2월 1일   | 16.4%(-0.8)         |
| 527  | 2015년 2월 8일   | 17.3%(+0.9)         |
| 528  | 2015년 2월 15일  | 15.7%(-1.6)         |
| 529  | 2015년 2월 22일  | 14.7%(-1.0)         |
| 530  | 2015년 3월 1일   | 14.7%(0)            |
| 531  | 2015년 3월 8일   | 14.1%(-0.6)         |
| 532  | 2015년 3월 15일  | 14.4%(+0.3)         |
| 533  | 2015년 3월 22일  | 15.0%(+0.6)         |
| 534  | 2015년 3월 29일  | 14.0%(-1.0)         |
| 535  | 2015년 4월 5일   | 13.1%(-0.9)         |
| 536  | 2015년 4월 12일  | 14.3%(+1.2)         |
| 537  | 2015년 4월 19일  | 16.0%(+1.7)         |
| 538  | 2015년 4월 26일  | 14.2%(-1.8)         |
| 539  | 2015년 5월 3일   | 13.7%(-0.5)         |
| 540  | 2015년 5월 10일  | 12.4%(-1.3)         |
| 541  | 2015년 5월 17일  | 12.8%(+0.4)         |
| 542  | 2015년 5월 24일  | 12.5%(-0.3)         |
| 543  | 2015년 5월 31일  | 13.5%(+1.0)         |
| 544  | 2015년 6월 7일   | 12.7%(-0.8)         |
| 545  | 2015년 6월 14일  | 14.1%(+1.4)         |
| 546  | 2015년 6월 21일  | 15.1%(+1.0)         |
| 547  | 2015년 6월 28일  | 14.8%(-0.3)         |
| 548  | 2015년 7월 5일   | 14.3%(-0.5)         |
| 549  | 2015년 7월 12일  | 17.1%(+2.8)         |
| 550  | 2015년 7월 19일  | 14.5%(-2.6)         |
| 551  | 2015년 7월 26일  | 16.0%(+1.5)         |
| 552  | 2015년 8월 2일   | 14.0%(-2.0)         |
| 553  | 2015년 8월 9일   | 14.0%(0)            |
| 554  | 2015년 8월 16일  | 14.3%(+0.3)         |
| 555  | 2015년 8월 23일  | 12.4%(-1.9)         |
| 556  | 2015년 8월 30일  | 13.1%(+0.7)         |
| 557  | 2015년 9월 6일   | 13.8%(+0.7)         |
| 558  | 2015년 9월 13일  | 13.0%(-0.8)         |
| 559  | 2015년 9월 20일  | 13.9%(+0.9)         |
| 560  | 2015년 9월 27일  | 10.0%(-3.9)         |
| 561  | 2015년 10월 4일  | 12.9%(+2.9)         |
| 562  | 2015년 10월 11일 | 18.0%(+5.1)         |
| 563  | 2015년 10월 18일 | 12.9%(-5.1)         |
| 564  | 2015년 10월 25일 | 13.2%(+0.3)         |
| 565  | 2015년 11월 1일  | 13.6%(+0.4)         |
| 566  | 2015년 11월 8일  | 15.8%(+2.2)         |
| 567  | 2015년 11월 15일 | 13.8%(-2.0)         |
| 568  | 2015년 11월 22일 | 13.2%(-0.6)         |
| 569  | 2015년 11월 29일 | 14.8%(+1.6)         |
| 570  | 2015년 12월 6일  | 13.5%(-1.3)         |
| 571  | 2015년 12월 13일 | 13.1%(-0.4)         |
| 572  | 2015년 12월 20일 | 14.2%(+1.1)         |
| 573  | 2015년 12월 27일 | 14.7%(+0.5)         |

- TNmS와 AGB닐슨 미디어 리서치에서 공개한 표를 바탕으로 작성한 시청률이다. 빨간색 글씨는 최고 시청률, 파란색 글씨는 최저 시청률을 나타낸다.

### 2016년 시청률
| 회차 | 방송 일자        | 전국 시청률(증감치) |
| ---- | ---------------- | ------------------- |
| 574  | 2016년 1월 3일   | 12.7%(+1.3)         |
| 575  | 2016년 1월 10일  | 12.8%(+0.1)         |
| 576  | 2016년 1월 17일  | 13.0%(+0.2)         |
| 577  | 2016년 1월 24일  | 15.3%(+2.3)         |
| 578  | 2016년 1월 31일  | 15.9%(+0.6)         |
| 579  | 2016년 2월 7일   | 11.9%(-4.0)         |
| 580  | 2016년 2월 14일  | 15.5%(+3.6)         |
| 581  | 2016년 2월 21일  | 13.6%(-1.9)         |
| 582  | 2016년 2월 28일  | 12.1%(-1.5)         |
| 583  | 2016년 3월 6일   | 12.9%(+0.8)         |
| 584  | 2016년 3월 13일  | 11.7%(-1.2)         |
| 585  | 2016년 3월 20일  | 13.0%(+1.3)         |
| 586  | 2016년 3월 27일  | 12.9%(-0.1)         |
| 587  | 2016년 4월 3일   | 12.0%(-0.9)         |
| 588  | 2016년 4월 10일  | 12.3%(+0.3)         |
| 589  | 2016년 4월 17일  | 12.4%(+0.1)         |
| 590  | 2016년 4월 24일  | 11.8%(-0.6)         |
| 591  | 2016년 5월 1일   | 11.9%(+0.1)         |
| 592  | 2016년 5월 8일   | 10.7%(-1.2)         |
| 593  | 2016년 5월 15일  | 12.3%(+1.6)         |
| 594  | 2016년 5월 22일  | 11.2%(-1.1)         |
| 595  | 2016년 5월 29일  | 11.2%(0)            |
| 596  | 2016년 6월 5일   | 9.3%(-1.9)          |
| 597  | 2016년 6월 12일  | 11.4%(+2.1)         |
| 598  | 2016년 6월 19일  | 11.4%(0)            |
| 599  | 2016년 6월 26일  | 11.0%(-0.4)         |
| 600  | 2016년 7월 3일   | 12.2%(+1.2)         |
| 601  | 2016년 7월 10일  | 11.3%(-0.9)         |
| 602  | 2016년 7월 17일  | 11.6%(+0.3)         |
| 603  | 2016년 7월 24일  | 12.8%(+1.2)         |
| 604  | 2016년 7월 31일  | 11.9%(-0.9)         |
| 605  | 2016년 8월 7일   | 12.3%(+0.4)         |
| 606  | 2016년 8월 14일  | 12.2%(-0.1)         |
| 607  | 2016년 8월 21일  | 14.5%(+2.3)         |
| 608  | 2016년 8월 28일  | 14.3%(-0.2)         |
| 609  | 2016년 9월 4일   | 13.4%(-0.9)         |
| 610  | 2016년 9월 11일  | 12.3%(-1.1)         |
| 611  | 2016년 9월 18일  | 12.6%(+0.3)         |
| 612  | 2016년 9월 25일  | 12.4%(-0.2)         |
| 613  | 2016년 10월 2일  | 11.9%(-0.5)         |
| 614  | 2016년 10월 9일  | 11.7%(-0.2)         |
| 615  | 2016년 10월 16일 | 13.2%(+1.5)         |
| 616  | 2016년 10월 23일 | 12.7%(-0.5)         |
| 617  | 2016년 10월 30일 | 12.3%(-0.4)         |
| 618  | 2016년 11월 6일  | 12.5%(+0.2)         |
| 619  | 2016년 11월 13일 | 12.6%(+0.1)         |
| 620  | 2016년 11월 20일 | 12.5%(-0.1)         |
| 621  | 2016년 11월 27일 | 13.8%(+1.3)         |
| 622  | 2016년 12월 4일  | 12.7%(-1.1)         |
| 623  | 2016년 12월 11일 | 13.7%(+1.0)         |
| 624  | 2016년 12월 18일 | 12.6%(-1.1)         |
| 625  | 2016년 12월 25일 | 13.9%(+1.3)         |

| 회차 | 방송 일자        | 전국 시청률(증감치) |
| ---- | ---------------- | ------------------- |
| 574  | 2016년 1월 3일   | 15.4%(+0.7)         |
| 575  | 2016년 1월 10일  | 14.9%(-0.5)         |
| 576  | 2016년 1월 17일  | 14.4%(-0.5)         |
| 577  | 2016년 1월 24일  | 15.6%(+1.2)         |
| 578  | 2016년 1월 31일  | 14.4%(-1.2)         |
| 579  | 2016년 2월 7일   | 11.5%(-2.9)         |
| 580  | 2016년 2월 14일  | 15.8%(+4.3)         |
| 581  | 2016년 2월 21일  | 14.0%(-1.8)         |
| 582  | 2016년 2월 28일  | 13.1%(-0.9)         |
| 583  | 2016년 3월 6일   | 12.6%(-0.5)         |
| 584  | 2016년 3월 13일  | 11.7%(-0.9)         |
| 585  | 2016년 3월 20일  | 12.5%(+0.8)         |
| 586  | 2016년 3월 27일  | 14.1%(+1.6)         |
| 587  | 2016년 4월 3일   | 12.5%(-1.6)         |
| 588  | 2016년 4월 10일  | 12.4%(-0.1)         |
| 589  | 2016년 4월 17일  | 12.5%(+0.1)         |
| 590  | 2016년 4월 24일  | 12.1%(-0.4)         |
| 591  | 2016년 5월 1일   | 12.0%(-0.1)         |
| 592  | 2016년 5월 8일   | 12.4%(+0.4)         |
| 593  | 2016년 5월 15일  | 14.6%(+2.2)         |
| 594  | 2016년 5월 22일  | 13.1%(-1.5)         |
| 595  | 2016년 5월 29일  | 12.7%(-0.4)         |
| 596  | 2016년 6월 5일   | 10.9%(-1.8)         |
| 597  | 2016년 6월 12일  | 13.8%(+2.9)         |
| 598  | 2016년 6월 19일  | 12.7%(-1.1)         |
| 599  | 2016년 6월 26일  | 12.3%(-0.4)         |
| 600  | 2016년 7월 3일   | 13.7%(+1.4)         |
| 601  | 2016년 7월 10일  | 13.1%(-0.6)         |
| 602  | 2016년 7월 17일  | 14.5%(+1.4)         |
| 603  | 2016년 7월 24일  | 13.6%(-0.9)         |
| 604  | 2016년 7월 31일  | 13.0%(-0.6)         |
| 605  | 2016년 8월 7일   | 13.5%(+0.5)         |
| 606  | 2016년 8월 14일  | 12.2%(-1.3)         |
| 607  | 2016년 8월 21일  | 15.7%(+3.5)         |
| 608  | 2016년 8월 28일  | 14.6%(-1.1)         |
| 609  | 2016년 9월 4일   | 13.5%(-1.1)         |
| 610  | 2016년 9월 11일  | 13.5%(0)            |
| 611  | 2016년 9월 18일  | 13.1%(-0.4)         |
| 612  | 2016년 9월 25일  | 13.0%(-0.1)         |
| 613  | 2016년 10월 2일  | 12.8%(-0.2)         |
| 614  | 2016년 10월 9일  | 12.4%(-0.4)         |
| 615  | 2016년 10월 16일 | 13.5%(+1.1)         |
| 616  | 2016년 10월 23일 | 13.6%(+0.1)         |
| 617  | 2016년 10월 30일 | 13.3%(-0.3)         |
| 618  | 2016년 11월 6일  | 13.0%(-0.3)         |
| 619  | 2016년 11월 13일 | 14.3%(+1.3)         |
| 620  | 2016년 11월 20일 | 13.9%(-0.4)         |
| 621  | 2016년 11월 27일 | 13.8%(-0.1)         |
| 622  | 2016년 12월 4일  | 13.2%(-0.6)         |
| 623  | 2016년 12월 11일 | 15.5%(+2.3)         |
| 624  | 2016년 12월 18일 | 13.6%(-1.9)         |
| 625  | 2016년 12월 25일 | 14.5%(+0.9)         |

- TNmS와 AGB닐슨 미디어 리서치에서 공개한 표를 바탕으로 작성한 시청률이다. 빨간색 글씨는 최고 시청률, 파란색 글씨는 최저 시청률을 나타낸다.

### 2017년 시청률
| 회차 | 방송 일자        | 전국 시청률(증감치) |
| ---- | ---------------- | ------------------- |
| 626  | 2017년 1월 1일   | 14.1%(+0.2)         |
| 627  | 2017년 1월 8일   | 13.3%(-0.8)         |
| 628  | 2017년 1월 15일  | 13.7%(+0.4)         |
| 629  | 2017년 1월 22일  | 13.9% (+0.2)        |
| 630  | 2017년 1월 29일  | 11.1%(-2.8)         |
| 631  | 2017년 2월 5일   | 13.1%(+2.0)         |
| 632  | 2017년 2월 12일  | 12.0%(-1.1)         |
| 633  | 2017년 2월 19일  | 12.4%(+0.4)         |
| 634  | 2017년 2월 26일  | 10.5%(-1.9)         |
| 635  | 2017년 3월 5일   | 10.7%(+0.2)         |
| 636  | 2017년 3월 12일  | 8.7%(-2.0)          |
| 637  | 2017년 3월 19일  | 10.4%(+1.7)         |
| 638  | 2017년 3월 26일  | 13.4%(+3.0)         |
| 639  | 2017년 4월 2일   | 11.8%(-1.6)         |
| 640  | 2017년 4월 9일   | 10.5%(-1.3)         |
| 641  | 2017년 4월 16일  | 10.9%(+0.4)         |
| 642  | 2017년 4월 23일  | 10.9%(0)            |
| 643  | 2017년 4월 30일  | 10.9%(0)            |
| 644  | 2017년 5월 7일   | 10.1%(-0.8)         |
| 645  | 2017년 5월 14일  | 8.3%(-1.8)          |
| 646  | 2017년 5월 21일  | 10.9%(+2.6)         |
| 647  | 2017년 5월 28일  | 10.8%(-0.1)         |
| 648  | 2017년 6월 4일   | 9.7%(-1.1)          |
| 649  | 2017년 6월 11일  | 10.2%(+0.5)         |
| 650  | 2017년 6월 18일  | 10.8%(+0.6)         |
| 651  | 2017년 6월 25일  | 11.1%(+0.3)         |
| 652  | 2017년 7월 2일   | 12.2%(+1.1)         |
| 653  | 2017년 7월 9일   | 12.5%(+0.3)         |
| 654  | 2017년 7월 16일  | 12.1%(-0.4)         |
| 655  | 2017년 7월 23일  | 12.6%(+0.5)         |
| 656  | 2017년 7월 30일  | 11.7%(-0.9)         |
| 657  | 2017년 8월 6일   | 11.3%(-0.4)         |
| 658  | 2017년 8월 13일  | 11.9%(+0.6)         |
| 659  | 2017년 8월 20일  | 12.2%(+0.3)         |
| 660  | 2017년 8월 27일  | 11.8%(-0.4)         |
| 661  | 2017년 9월 3일   | 11.1%(-0.7)         |
| 662  | 2017년 9월 10일  | 12.4%(+1.3)         |
| 663  | 2017년 10월 1일  | 10.3%(-2.1)         |
| 664  | 2017년 10월 8일  | 10.2%(-0.1)         |
| 665  | 2017년 10월 15일 | 12.2%(+2.0)         |
| 666  | 2017년 10월 22일 | 11.8%(-0.4)         |
| 667  | 2017년 10월 29일 | 11.9%(+0.1)         |
| 668  | 2017년 11월 5일  | 14.2%(+2.3)         |
| 669  | 2017년 11월 12일 | 10.7%(-3.5)         |
| 670  | 2017년 12월 31일 | 9.2%(-1.5)          |

| 회차 | 방송 일자        | 전국 시청률(증감치) |
| ---- | ---------------- | ------------------- |
| 626  | 2017년 1월 1일   | 14.8%(+0.3)         |
| 627  | 2017년 1월 8일   | 14.8%(0)            |
| 628  | 2017년 1월 15일  | 14.9%(+0.1)         |
| 629  | 2017년 1월 22일  | 15.2%(+0.3)         |
| 630  | 2017년 1월 29일  | 13.1%(-2.1)         |
| 631  | 2017년 2월 5일   | 15.3%(+2.2)         |
| 632  | 2017년 2월 12일  | 14.5%(-0.8)         |
| 633  | 2017년 2월 19일  | 14.5%(0)            |
| 634  | 2017년 2월 26일  | 13.9%(-0.6)         |
| 635  | 2017년 3월 5일   | 13.7%(-0.2)         |
| 636  | 2017년 3월 12일  | 10.7%(-3.0)         |
| 637  | 2017년 3월 19일  | 12.7%(+2.0)         |
| 638  | 2017년 3월 26일  | 14.4%(+1.7)         |
| 639  | 2017년 4월 2일   | 12.7%(-1.7)         |
| 640  | 2017년 4월 9일   | 11.8%(-0.9)         |
| 641  | 2017년 4월 16일  | 11.6%(-0.2)         |
| 642  | 2017년 4월 23일  | 11.2%(-0.4)         |
| 643  | 2017년 4월 30일  | 11.3%(+0.1)         |
| 644  | 2017년 5월 7일   | 11.3%(0)            |
| 645  | 2017년 5월 14일  | 11.7%(+0.4)         |
| 646  | 2017년 5월 21일  | 10.3%(-1.4)         |
| 647  | 2017년 5월 28일  | 11.9%(+1.6)         |
| 648  | 2017년 6월 4일   | 11.4%(-0.5)         |
| 649  | 2017년 6월 11일  | 11.9%(+0.5)         |
| 650  | 2017년 6월 18일  | 12.5%(+0.6)         |
| 651  | 2017년 6월 25일  | 12.8%(+0.3)         |
| 652  | 2017년 7월 2일   | 13.5%(+0.7)         |
| 653  | 2017년 7월 9일   | 12.7%(-0.8)         |
| 654  | 2017년 7월 16일  | 13.3%(+0.6)         |
| 655  | 2017년 7월 23일  | 12.6%(-0.7)         |
| 656  | 2017년 7월 30일  | 11.1%(-1.5)         |
| 657  | 2017년 8월 6일   | 11.3%(+0.2)         |
| 658  | 2017년 8월 13일  | 11.3%(0)            |
| 659  | 2017년 8월 20일  | 13.3%(+2.0)         |
| 660  | 2017년 8월 27일  | 12.6%(-0.7)         |
| 661  | 2017년 9월 3일   | 11.3%(-1.3)         |
| 662  | 2017년 9월 10일  | 12.8%(+1.5)         |
| 663  | 2017년 10월 1일  | 11.5%(-1.3)         |
| 664  | 2017년 10월 8일  | 11.1%(-0.4)         |
| 665  | 2017년 10월 15일 | 12.8%(+1.7)         |
| 666  | 2017년 10월 22일 | 12.1%(-0.7)         |
| 667  | 2017년 10월 29일 | 11.1%(-1.0)         |
| 668  | 2017년 11월 5일  | 13.8%(+2.7)         |
| 669  | 2017년 11월 12일 | 11.3%(-2.5)         |
| 670  | 2017년 12월 31일 | 8.6%(-2.7)          |

- TNmS와 AGB닐슨 미디어 리서치에서 공개한 표를 바탕으로 작성한 시청률이다. 빨간색 글씨는 최고 시청률, 파란색 글씨는 최저 시청률을 나타낸다.

### 2018년 시청률
| 회차 | 방송 일자        | 전국 시청률(증감치) |
| ---- | ---------------- | ------------------- |
| 671  | 2018년 1월 7일   | 14.2%(+5.6)         |
| 672  | 2018년 1월 14일  | 13.2%(-1.0)         |
| 673  | 2018년 1월 21일  | 12.4%(-0.8)         |
| 674  | 2018년 1월 28일  | 12.6%(+0.2)         |
| 675  | 2018년 2월 4일   | 11.8%(-0.8)         |
| 676  | 2018년 2월 11일  | 12.9%(+1.1)         |
| 677  | 2018년 2월 18일  | 9.5%(-3.4)          |
| 678  | 2018년 2월 25일  | 11.9%(+2.4)         |
| 679  | 2018년 3월 4일   | 13.4%(+1.5)         |
| 680  | 2018년 3월 11일  | 11.1%(-2.3)         |
| 681  | 2018년 3월 18일  | 12.0%(+0.9)         |
| 682  | 2018년 3월 25일  | 10.6%(-1.4)         |
| 683  | 2018년 4월 1일   | 10.8%(+0.2)         |
| 684  | 2018년 4월 8일   | 11.4%(+0.6)         |
| 685  | 2018년 4월 15일  | 10.1%(-1.3)         |
| 686  | 2018년 4월 22일  | 11.6%(+1.5)         |
| 687  | 2018년 4월 29일  | 10.5%(-1.1)         |
| 688  | 2018년 5월 6일   | 9.2%(-1.3)          |
| 689  | 2018년 5월 13일  | 10.3%(+1.1)         |
| 690  | 2018년 5월 20일  | 9.5%(-0.8)          |
| 691  | 2018년 5월 27일  | 8.4%(-1.1)          |
| 692  | 2018년 6월 3일   | 9.6%(+1.2)          |
| 693  | 2018년 6월 10일  | 10.2%(+0.6)         |
| 694  | 2018년 6월 17일  | 10.0%(-0.2)         |
| 695  | 2018년 6월 24일  | 10.9%(+0.9)         |
| 696  | 2018년 7월 1일   | 12.3%(+1.4)         |
| 697  | 2018년 7월 8일   | 10.8%(-1.5)         |
| 698  | 2018년 7월 15일  | 11.3%(+0.5)         |
| 699  | 2018년 7월 22일  | 12.0%(+0.7)         |
| 700  | 2018년 7월 29일  | 11.3%(-0.7)         |
| 701  | 2018년 8월 5일   | 11.8%(+0.5)         |
| 702  | 2018년 8월 12일  | 11.2%(-0.6)         |
| 703  | 2018년 8월 19일  | 12.6%(+1.4)         |
| 704  | 2018년 8월 26일  | 12.0%(-0.6)         |
| 705  | 2018년 9월 2일   | 13.0%(+1.0)         |
| 706  | 2018년 9월 9일   | 11.8%(-1.2)         |
| 707  | 2018년 9월 16일  | 11.9%(+0.1)         |
| 708  | 2018년 9월 23일  | 8.9%(-3.0)          |
| 709  | 2018년 9월 30일  | 10.9%(+2.0)         |
| 710  | 2018년 10월 7일  | 10.5%(-0.4)         |
| 711  | 2018년 10월 14일 | 10.6%(+0.1)         |
| 712  | 2018년 10월 21일 | 10.8%(+0.2)         |
| 713  | 2018년 10월 28일 | 12.1%(+1.3)         |
| 714  | 2018년 11월 4일  | 12.0%(-0.1)         |
| 715  | 2018년 11월 11일 | 13.4%(+1.4)         |
| 716  | 2018년 11월 18일 | 12.3%(-1.1)         |
| 717  | 2018년 11월 25일 | 11.2%(-1.1)         |
| 718  | 2018년 12월 2일  | 12.6%(+1.4)         |
| 719  | 2018년 12월 9일  | 13.1%(+0.5)         |
| 720  | 2018년 12월 16일 | 12.6%(-0.5)         |
| 721  | 2018년 12월 23일 | 12.9%(+0.3)         |
| 722  | 2018년 12월 30일 | 12.2%(-0.7)         |

| 회차 | 방송 일자        | 전국 시청률(증감치) |
| ---- | ---------------- | ------------------- |
| 671  | 2018년 1월 7일   | 14.7%(+6.1)         |
| 672  | 2018년 1월 14일  | 13.7%(-1.0)         |
| 673  | 2018년 1월 21일  | 12.2%(-1.5)         |
| 674  | 2018년 1월 28일  | 13.7%(+1.5)         |
| 675  | 2018년 2월 4일   | 12.5%(-1.2)         |
| 676  | 2018년 2월 11일  | 13.9%(+1.4)         |
| 677  | 2018년 2월 18일  | 11.3%(-2.6)         |
| 678  | 2018년 2월 25일  | 11.1%(-0.2)         |
| 679  | 2018년 3월 4일   | 13.1%(+2.0)         |
| 680  | 2018년 3월 11일  | 11.3%(-1.8)         |
| 681  | 2018년 3월 18일  | 11.4%(+0.1)         |
| 682  | 2018년 3월 25일  | 11.4%(0)            |
| 683  | 2018년 4월 1일   | 10.6%(-0.8)         |
| 684  | 2018년 4월 8일   | 10.8%(+0.2)         |
| 685  | 2018년 4월 15일  | 9.7%(-1.1)          |
| 686  | 2018년 4월 22일  | 11.7%(+2.0)         |
| 687  | 2018년 4월 29일  | 9.3%(-2.4)          |
| 688  | 2018년 5월 6일   | 8.5%(-0.8)          |
| 689  | 2018년 5월 13일  | 9.7%(+1.2)          |
| 690  | 2018년 5월 20일  | 8.8%(-0.9)          |
| 691  | 2018년 5월 27일  | 9.4%(+0.6)          |
| 692  | 2018년 6월 3일   | 9.2%(-0.2)          |
| 693  | 2018년 6월 10일  | 8.6%(-0.6)          |
| 694  | 2018년 6월 17일  | 9.2%(+0.6)          |
| 695  | 2018년 6월 24일  | 10.5%(+1.3)         |
| 696  | 2018년 7월 1일   | 11.2%(+0.7)         |
| 697  | 2018년 7월 8일   | 10.1%(-1.1)         |
| 698  | 2018년 7월 15일  | 9.5%(-0.6)          |
| 699  | 2018년 7월 22일  | 10.0%(+0.5)         |
| 700  | 2018년 7월 29일  | 9.6%(-0.4)          |
| 701  | 2018년 8월 5일   | 10.0%(+0.4)         |
| 702  | 2018년 8월 12일  | 10.7%(+0.7)         |
| 703  | 2018년 8월 19일  | 11.9%(+1.2)         |
| 704  | 2018년 8월 26일  | 12.0%(+0.1)         |
| 705  | 2018년 9월 2일   | 12.1%(+0.1)         |
| 706  | 2018년 9월 9일   | 11.3%(-0.8)         |
| 707  | 2018년 9월 16일  | 11.4%(+0.1)         |
| 708  | 2018년 9월 23일  | 7.5%(-3.9)          |
| 709  | 2018년 9월 30일  | 10.8%(+3.3)         |
| 710  | 2018년 10월 7일  | 9.7%(-1.1)          |
| 711  | 2018년 10월 14일 | 9.8%(+0.1)          |
| 712  | 2018년 10월 21일 | 10.5%(+0.7)         |
| 713  | 2018년 10월 28일 | 12.3%(+1.8)         |
| 714  | 2018년 11월 4일  | 11.5%(-0.8)         |
| 715  | 2018년 11월 11일 | 12.5%(+1.0)         |
| 716  | 2018년 11월 18일 | 11.2%(-1.3)         |
| 717  | 2018년 11월 25일 | 11.1%(-0.1)         |
| 718  | 2018년 12월 2일  | 11.9%(+0.8)         |
| 719  | 2018년 12월 9일  | 12.4%(+0.5)         |
| 720  | 2018년 12월 16일 | 12.5%(+0.1)         |
| 721  | 2018년 12월 23일 | 13.0%(+0.5)         |
| 722  | 2018년 12월 30일 | 12.2%(-0.8)         |

- TNmS와 AGB닐슨 미디어 리서치에서 공개한 표를 바탕으로 작성한 시청률이다. 빨간색 글씨는 최고 시청률, 파란색 글씨는 최저 시청률을 나타낸다.

### 2019년 시청률
| 회차 | 방송 일자       | 전국 시청률(증감치) |
| ---- | --------------- | ------------------- |
| 723  | 2019년 1월 6일  | 13.0%(+0.8)         |
| 724  | 2019년 1월 13일 | 13.8%(+0.8)         |
| 725  | 2019년 1월 20일 | 13.3%(-0.5)         |
| 726  | 2019년 1월 27일 | 13.7%(+0.4)         |
| 727  | 2019년 2월 3일  | 12.3%(-1.4)         |
| 728  | 2019년 2월 10일 | 13.9%(+1.6)         |
| 729  | 2019년 2월 17일 | 12.9%(-1.0)         |
| 730  | 2019년 2월 24일 | 12.6%(-0.3)         |
| 731  | 2019년 3월 3일  | 12.7%(+0.1)         |
| 732  | 2019년 3월 10일 | 13.2%(+0.5)         |
| 733  | 2019년 3월 17일 | 13.2%(0)            |
| 734  | 2019년 3월 24일 | 12.5%(-0.7)         |
| 735  | 2019년 3월 31일 | 12.6%(+0.1)         |
| 736  | 2019년 4월 7일  | 11.0%(-1.6)         |
| 737  | 2019년 4월 14일 | 12.5%(+1.5)         |
| 738  | 2019년 4월 21일 | 11.4%(-1.1)         |

| 회차 | 방송 일자       | 전국 시청률(증감치) |
| ---- | --------------- | ------------------- |
| 723  | 2019년 1월 6일  | 13.1%(+0.9)         |
| 724  | 2019년 1월 13일 | 12.9%(-0.2)         |
| 725  | 2019년 1월 20일 | 13.7%(+0.8)         |
| 726  | 2019년 1월 27일 | 13.2%(-0.5)         |
| 727  | 2019년 2월 3일  | 11.3%(-1.9)         |
| 728  | 2019년 2월 10일 | 12.6%(+1.3)         |
| 729  | 2019년 2월 17일 | 12.9%(+0.3)         |
| 730  | 2019년 2월 24일 | 12.2%(-0.7)         |
| 731  | 2019년 3월 3일  | 12.4%(+0.2)         |
| 732  | 2019년 3월 10일 | 13.0%(+0.6)         |
| 733  | 2019년 3월 17일 | 12.7%(-0.3)         |
| 734  | 2019년 3월 24일 | 11.9%(-0.8)         |
| 735  | 2019년 3월 31일 | 12.4%(+0.5)         |
| 736  | 2019년 4월 7일  | 11.2%(-1.2)         |
| 737  | 2019년 4월 14일 | 12.3%(+1.1)         |
| 738  | 2019년 4월 21일 | 11.2%(-1.1)         |

- TNmS와 AGB닐슨 미디어 리서치에서 공개한 표를 바탕으로 작성한 시청률이다. 빨간색 글씨는 최고 시청률, 파란색 글씨는 최저 시청률을 나타낸다.

## 이모저모
- 2008년 ~ 2011년 상반기까지 《해피선데이》는 연예 프로그램 부문 광고 매출 1위를 기록하였다.
- 2011년 AGB 닐슨 미디어 리서치 최고의 시청률 조사 결과 해피 선데이는 19.7%로 전체 프로그램 TOP 20 프로그램 부문 9위를 기록하였고 오락 프로그램 TOP 5 프로그램 부문 1위를 차지하였다.
- 2011년 1월 1일 ~ 11월 30일 TNmS 평균 시청률 조사 결과 18.4%로 전체 프로그램 TOP 10 부문 7위를 차지하였고 연예 프로그램 부문 1위를 기록하였다.
- 2011년 AGB 닐슨 미디어 리서치 상반기 평균 시청률은 21.1%로 연예 프로그램 부문 1위를 차지하였다.
- 2010년 AGB 닐슨 미디어 리서치 평균 시청률은 23.4%로 연예 프로그램 부문 1위를 기록하였다.[1]
- 1박 2일은 방송통신심의위원회가 2009년 6월 한 달간 방송된 지상파 TV 주요 리얼 버라이어티 프로그램에 대한 내용분석을 한 결과 방송언어와 자막, 별칭 등에서 가장 적은 지적을 받은 프로그램이었다.
- 슈퍼맨이 돌아왔다는 2013년 ~ 2016년 3월까지의 일요일 동시간대 예능 프로그램 중 연속으로 시청률 1위를 독식했다.

## 같이 보기
- 톱스타 인생극장(폐지)
- 슈퍼선데이(폐지)
- 슈퍼 TV 일요일은 즐거워(폐지)
- 일요일은 101%(폐지)
- 일밤 (MBC TV)(사실상 폐지)
- 일요일이 좋다 (SBS TV)(폐지)

## 수상
| KBS 연예대상 《시청자가 뽑은 최고의 프로그램상》 |                                  |            |
| 2007년                                           | 2008 · 2009 · 2010년 해피 선데이 | 2011년     |
| 해피투게더 시즌3                                 | 2008 · 2009 · 2010년 해피 선데이 | 개그콘서트 |
|                                                  |                                  |            |
|                                                  |                                  |            |

| KBS 연예대상 《대상》 |               |         |
| 2008 · 2009년         | 2010년 이경규 | 2011년  |
| 강호동                | 2010년 이경규 | 1박 2일 |
|                       |               |         |
|                       |               |         |